# Anarquismo no Brasil

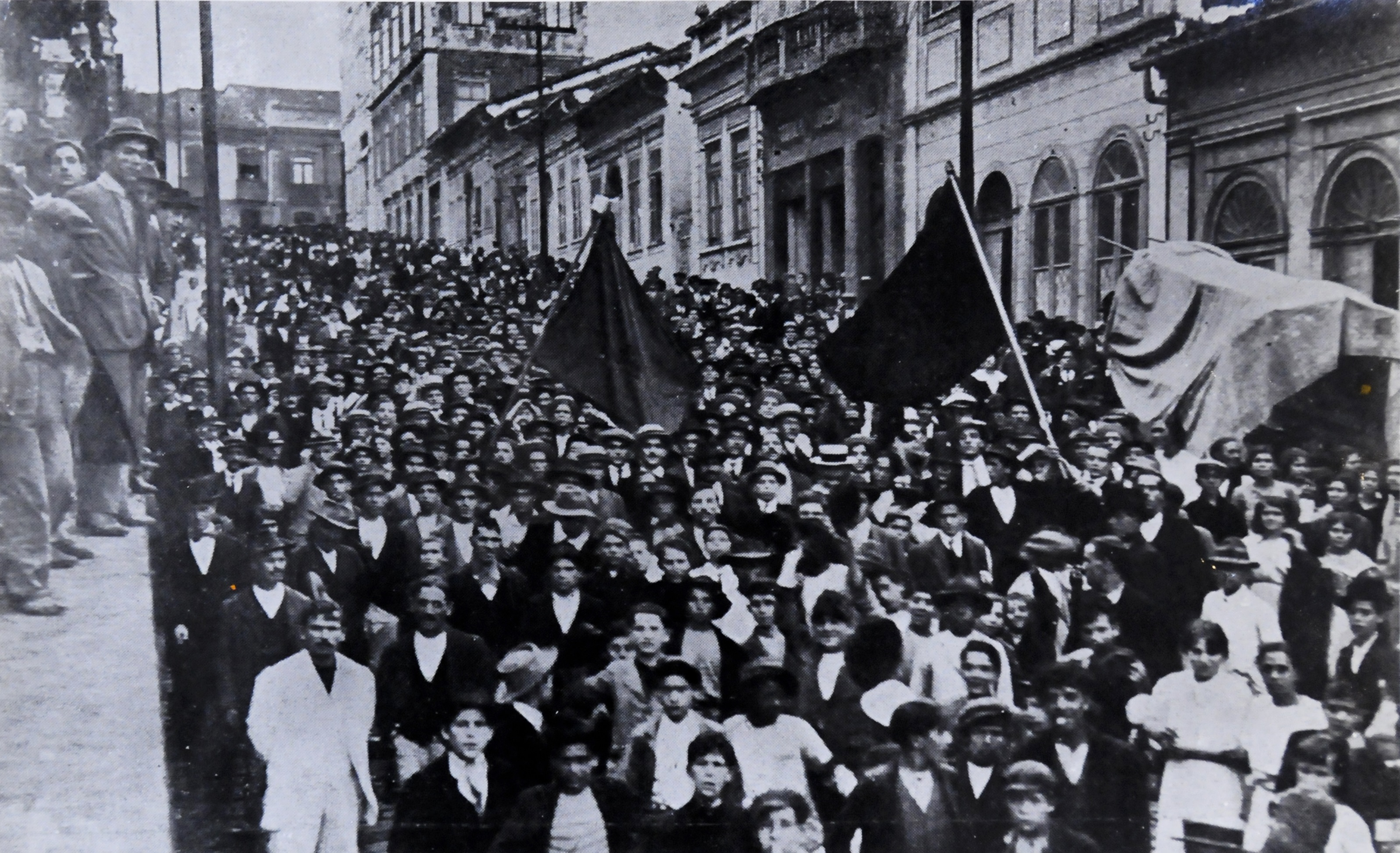
Operários e anarquistas marcham portando bandeiras negras pela cidade de São Paulo, durante a greve geral de 1917.

O anarquismo no Brasil reúne uma série de experiências sociais relevantes na história do país, especialmente no período compreendido pela Primeira República. Sua origem remonta à imigração europeia ao Brasil, entre 1870 e 1914, quando os ideais anarquistas passaram a ser difundidos entre os operários brasileiros através de grupos de propaganda e periódicos, especialmente a partir da década de 1890.
As condições do operariado brasileiro e o sistema político da Primeira República, que dificultava a participação dos trabalhadores, fizeram com que o anarquismo rapidamente ganhasse força entre os operários. O sindicalismo revolucionário, concepção sindical então defendida pelos anarquistas do Brasil, exerceu grande influência no movimento operário, em especial nos congressos operários e nas greves do período. Os anarquistas também contribuíram com a criação de uma série de periódicos para a imprensa operária e fundaram diversas Escolas Modernas ao redor do país. O anarquismo deixou de ser hegemônico no movimento operário brasileiro a partir da década de 1920, quando se deu a criação do Partido Comunista do Brasil (PCB) e, principalmente, em razão da repressão promovida pelo governo de Artur Bernardes. O sindicalismo revolucionário entrou em crise no governo de Getúlio Vargas, quando os sindicatos passaram a ser controlados pelo Estado, resultando no declínio do anarquismo, agora sem espaços de inserção social.
Entre 1946 e 1964, os anarquistas concentraram seus esforços na construção de uma organização política anarquista e em ações culturais, apesar de manterem iniciativas no campo sindical. Com o golpe de 1964, a atividade anarquista tornou-se ainda mais limitada por conta da repressão. Apesar disso, houve certa atuação anarquista no movimento estudantil do período. Em 1977, no processo da abertura política, os libertários retomaram sua imprensa periódica, iniciando um processo de rearticulação do anarquismo no Brasil.
A partir da década de 1990, o processo de reorganização do anarquismo no Brasil culminou na criação de organizações influenciadas pelo especifismo da Federación Anarquista Uruguaya (FAU), em um processo que resultou, em 2012, na fundação da Coordenação Anarquista Brasileira (CAB). Os anarquistas, desde então, mantêm uma participação relevante, ainda que minoritária, em vários tipos de ações coletivas, como organizações sindicais, associações comunitárias e de bairro, mobilizações estudantis, movimentos de sem-teto e sem-terra e em ondas de protestos, como os de 2013 e as manifestações contra a Copa do Mundo de 2014.

## Origens
A historiografia normalmente atribui as raízes do anarquismo no Brasil à imigração europeia. Esta se iniciou com a crise do sistema escravocrata no Brasil, na segunda metade do século XIX, quando as elites políticas convenceram-se de que a vinda de trabalhadores europeus traria vantagens à economia nacional. Intelectuais brasileiros uniram-se ao clamor pela vinda de imigrantes, salientando que teria efeito benéfico no "branqueamento" da população brasileira. Bastante estimulados pela propaganda do governo brasileiro, levas de europeus vieram ao Brasil entre 1870 e o começo da Primeira Guerra Mundial, em sua maioria italianos, portugueses e espanhóis. Inicialmente, a maioria dos imigrantes era de origem rural e não possuía experiência política ou sindical anterior, e com frequência tinha como destino inicial o trabalho agrícola, em especial as fazendas de café em São Paulo. Durante a década de 1880, porém, o número de estabelecimentos industriais no Brasil triplicou, passando de pouco mais de 200 em 1881 para mais de 600 em 1889, e muitos imigrantes se deslocaram aos nascentes centros industriais, após experiências desastrosas nas lavouras de café. Os centros industriais também receberam novas levas de imigrantes europeus, agora provenientes do meio urbano, tendo experiências prévias de organização sindical.
Nesse contexto, o anarquismo passou a ser difundido entre os operários brasileiros a partir da década de 1890, através de grupos de propaganda e periódicos. Entre os pioneiros, estavam: Gli Schiavi Bianchi (1892), L’Asno Umano (1894) e L’Avvenire (1894-1895), publicados em São Paulo por grupos compostos majoritariamente por imigrantes italianos; O Despertar (1898) e O Protesto (1898-1900), publicados no Rio de Janeiro por grupos que reuniam brasileiros, espanhóis e portugueses. Nessa última década do século XIX, a ação dos anarquistas foi guiada por grupos de propaganda principalmente informais, que publicavam periódicos, atuavam na educação de trabalhadores e participavam de associações diversas no meio operário. Mesmo assim, já em 1892, anarquistas organizaram as primeiras atividades do Primeiro de Maio no Brasil e logo passaram a ser visados pela repressão. No Rio de Janeiro, a polícia relatou reuniões de estrangeiros que procuravam difundir as ideias libertárias entre os trabalhadores. Em 1893, no jornal Correio Paulistano, órgão oficial do Partido Republicano Paulista (PRP), foi denunciada a entrada de imigrantes anarquistas no país, classificando-os como indivíduos perigosos, chefes de "terrível seita destruidora", que objetivavam "implantar a desordem e uma luta fratricida, incompatíveis com a abundância e a excelência dos nossos recursos de vida". Em 1898, por ocasião das atividades do Primeiro de Maio, diversos anarquistas foram presos em São Paulo.

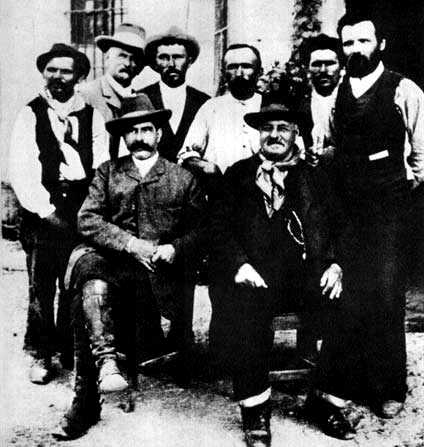
Giovanni Rossi (à direita) e outros anarquistas italianos que embarcaram ao Brasil para constituir a Colônia Cecília.

Experiências anarquistas tiveram lugar no Brasil ainda na década de 1890, como a Colônia Cecília, empreendida pelo italiano Giovanni Rossi. Formada em 1890, na região de Palmeira, no Paraná, a Colônia Cecília foi uma comunidade rural experimental que buscou colocar em prática princípios libertários, como a realização do trabalho de forma coletiva, a organização de uma caixa de rendimento comunal e o incentivo ao amor livre. A experiência teve seu fim em 1894, fustigada por setores da elite local e por problemas internos, como a pobreza material e a dificuldade, por parte de alguns colonos, de adaptar-se ao estilo de vida proposto pelos libertários. A Colônia Cecília não deixou marcas profundas na história do movimento anarquista brasileiro, mas posteriormente alguns de seus ex-colonos passaram a militar em São Paulo, Paraná e Rio Grande do Sul.

## Primeira República (1889-1930)
Em um primeiro momento, parte do operariado organizado entusiasmou-se com a Proclamação da República, acreditando que ela inauguraria uma nova era de direitos políticos e sociais. A expectativa positiva com o regime republicano foi seguida de uma grande desilusão, na medida em que ele não atendeu aos anseios do operariado. A maioria dos trabalhadores estava submetida a longas jornadas de trabalho – que chegavam a atingir até 16 horas –, com poucas possibilidades de descanso e lazer. Esses trabalhadores moravam em habitações precárias, padecendo de problemas de transporte e de infraestrutura, ou, ainda, em residências submetidas ao controle patronal, no caso das vilas operárias. No caso de doença, invalidez ou desemprego, o trabalhador que não contasse com um fundo beneficente da empresa ou que não contribuísse por sua própria iniciativa para alguma forma de sociedade que fornecesse auxílios, via-se inteiramente desassistido em virtude da ausência de políticas sociais.
O sistema eleitoral da Primeira República, com o voto aberto e o controle das eleições pelos partidos da situação, dificultava enormemente a participação dos trabalhadores na vida política. Parte da força que o anarquismo adquiriu no Brasil da Primeira República foi consequência desse ambiente de exclusão proporcionado por um modelo político oligárquico que não oferecia canais institucionais de reivindicação social. Além dos trabalhadores nacionais, em que a proporção de ex-escravos era considerável, havia ainda um crescente número de imigrantes proletarizados com direitos civis, políticos e sociais muito reduzidos. Nessas circunstâncias, havia incentivos para a ação direta por parte dos trabalhadores organizados politicamente. Desse modo, o sindicalismo revolucionário propagado pelos militantes anarquistas teve grande influência no movimento operário, em particular no campo das lutas sociais, da organização dos trabalhadores e da agitação militante.
De modo geral, a organização dos trabalhadores foi uma característica marcante do Brasil durante a Primeira República, para a qual os anarquistas contribuíram. O volume de associações criadas tendia a ser particularmente visível em momentos de ascenso do movimento operário, quando condições econômicas favoráveis conferiam um maior poder de barganha ao operariado e os movimentos grevistas tinham maiores chances de sucesso. A despeito das recessões econômicas e da repressão, que podiam conduzir ao fechamento das associações, o operariado estava propenso a reconstituir e ampliar sua organização em conjunturas mais favoráveis. As organizações sindicais frequentemente faziam parte de federações locais ou estaduais. Nas associações de tendência sindicalista revolucionária, prevaleceu uma estrutura de tipo federalista, com a adoção de direções colegiadas e estruturas não-hierárquicas e a ausência de de funcionários pagos nos sindicatos.
Na Primeira República, a força de trabalho masculina foi determinante no trabalho manufatureiro e industrial. Entretanto, a mão de obra feminina foi muito significativa nos ramos têxtil e de vestuário, chegando a ser majoritária em alguns lugares. De qualquer modo, o peso do trabalho feminino esteve sempre sub-representado nas organizações operárias. Nesse sentido, as anarquistas brasileiras tomaram algumas iniciativas no sentido de criar associações, ligas e sindicatos por ofícios ou "núcleos femininos", como o Grupo pela Emancipação Feminina, no Rio de Janeiro. As uniões de costureiras, surgidas em 1919 no Rio de Janeiro e em São Paulo, estiveram entre as poucas exceções de organizações sindicais organizadas e dirigidas exclusivamente por mulheres, e foram impulsionadas por anarquistas como Elvira Boni, Elisa Gonçalves de Oliveira, Aída Morais, Isabel Peleteiro e Noêmia Lopes. As greves organizadas pelas categorias onde a presença feminina era determinante geralmente envolviam, além das reivindicações por melhores salários e pela redução da jornada de trabalho, denúncias de abusos sexuais e maus-tratos de mestres e contramestres.

### Primeiras associações, greves e o Congresso Operário de 1906
Desde o século XIX, existiam no Brasil diversas associações mutualistas, que forneciam auxílios para os membros em caso de doença, invalidez e desemprego, além de fornecerem o direito a um funeral e luto. Uma parte da atividade dos militantes anarquistas durante os primeiros anos no movimento operário consistiu em transformar tais entidades mutualistas em bases sindicalistas, com objetivos mais amplos, dentre os quais figurava a jornada de oito horas, de imediata importância para os trabalhadores, e em promover publicações da imprensa operária. A partir de 1900, surgiram diversas publicações anarquistas no Brasil, como O Libertário e A Terra Livre no Rio de Janeiro; O Amigo do Povo, A Lanterna e La Battaglia em São Paulo; A Luta em Porto Alegre; O Despertar em Curitiba; O Regenerador no Ceará.
À exceção de Santos, que viveu greves importantes no porto em 1891 e 1897, a maioria das greves da última década do século XIX no Brasil desenrolou-se no âmbito de empresas ou oficinas. Os primeiros anos da década de 1900 reuniram condições favoráveis à eclosão de movimentos reivindicativos dos trabalhadores. Por um lado, houve uma conjuntura econômica propícia à obtenção de ganhos, com uma fase de expansão da economia iniciada em 1903; por outro lado, houve uma proliferação de organizações operárias voltadas para a luta sindical, como resultado da ação militante nos últimos anos da década de 1890. Já em 1901, greves pela redução da jornada de trabalho ocorreram em São Paulo e no Rio de Janeiro. Em 1903, uma importante greve da indústria têxtil ocorreu no Distrito Federal, entre agosto e setembro, reunindo também trabalhadores de outras categorias. Essa paralisação foi descrita, à época, como "o mais importante movimento grevista até então realizado no Brasil". Apesar das reivindicações não terem sido atendidas, o movimento lançou as bases para um sindicalismo mais calcado na ação direta no Rio de Janeiro. Um mês depois da greve foi fundada a Federação das Associações de Classe, sucedida pela Federação Operária Regional Brasileira em 1905 e que no ano seguinte tornou-se a Federação Operária do Rio de Janeiro (FORJ). Também em 1905, foi fundada a Federação Operária de São Paulo (FOSP) na capital paulista.

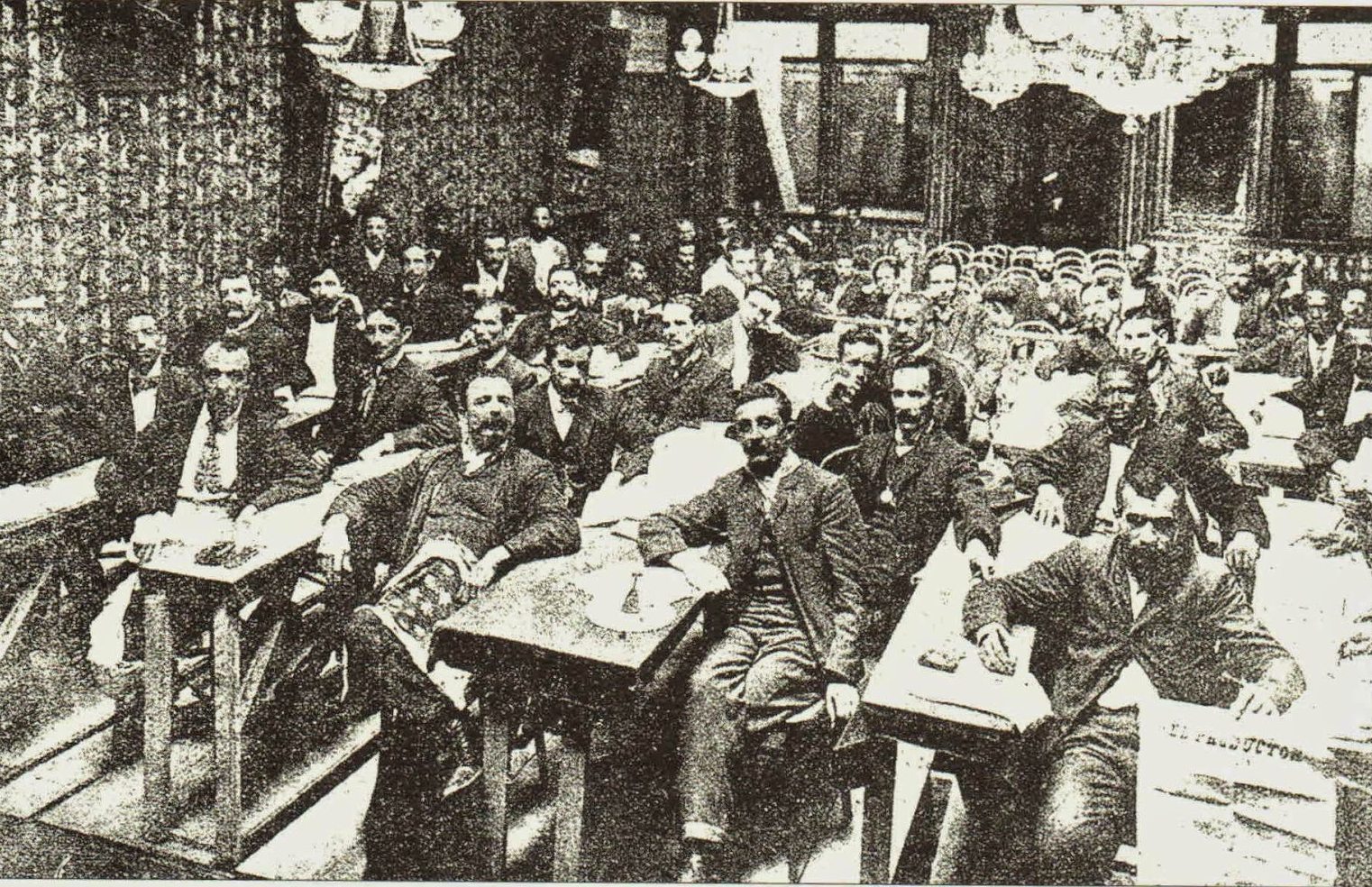
Delegados do 1º Congresso Operário Brasileiro, realizado em abril de 1906, reunidos no Centro Galego, no Rio de Janeiro.

No contexto do ascenso do movimento operário foi realizado o 1º Congresso Operário Brasileiro, entre 15 e 22 de abril de 1906, no Centro Galego, no Rio de Janeiro. O congresso foi convocado em dezembro de 1905, e, a princípio, só poderiam tomar parte no Congresso os socialistas, "ficando proibidos os elementos revolucionários". Os anarquistas, todavia, fizeram-se presentes e conseguiram aprovar suas teses. Entre os 43 delegados presentes, encontravam-se os libertários Edgard Leuenroth, Mota Assunção, Luiz Magrassi e Alfredo Vasques. Esses delegados representavam, ao todo, 28 associações, a maioria ligada a ramos industriais, e outras a categorias como estivadores, ferroviários, trabalhadores em trapiches e café, integrantes do setor de serviços.  As resoluções aprovadas no Congresso refletiram a influência do sindicalismo revolucionário entre os delegados presentes. Assim, a neutralidade sindical, o federalismo, a descentralização, a ação direta e a greve geral, pautas levantas pelos militantes anarquistas, passaram a fazer parte do dos princípios dos sindicatos signatários das propostas do Congresso. A opção pelo sindicalismo revolucionário deu-se pela capacidade de aglutinação e abrangência desse programa, que previa a possibilidade de convivência de opiniões políticas e religiosas diversas, priorizando o campo de luta econômico, por ser ele mais universal e de clara compreensão, como o de interesse comum de todos os operários. O Congresso decidiu, ainda, que uma confederação e um jornal sindical deveriam ser criados para prestarem auxílio às federações e dar voz ao coletivo de associações. Essa confederação, criada apenas em 1908, foi batizada de Confederação Operária Brasileira (COB) e o seu órgão de imprensa oficial, A Voz do Trabalhador.
No dia 1º de maio de 1906, os operários assistiram a comícios em praça pública em que se exigia a jornada de oito horas, e os oradores homenagearam os milhares de revolucionários russos vitimados pelo governo czarista. Em São Paulo, utilizou-se um teatro, enquanto os cariocas e paranaenses pela primeira vez comemoraram a ocasião em praça pública. Em Santos, Oreste Ristori pronunciou um discurso; Everardo Dias falou em Campinas; em Jundiaí, Edgard Leuenroth fez uma exposição sobre o 1º Congresso Operário Brasileiro.
Entre 1906 e 1907, seguiram-se greves pela redução da jornada de trabalho em várias partes do país, inclusive em setores estratégicos da economia exportadora, a exemplo da greve da Companhia Paulista de Estradas de Ferro em maio de 1906 e da greve dos portuários de Santos em agosto. No mês de outubro do mesmo ano, o movimento pela redução da jornada de trabalho desembocou numa greve geral em Porto Alegre, no Rio Grande do Sul, terminando em conquistas parciais e na fundação da Federação Operária do Rio Grande do Sul (FORGS). No ano seguinte, em maio, o movimento ganhou dimensões significativas no estado de São Paulo – abrangendo, além da capital, Santos, Ribeirão Preto e Campinas –, aglutinando trabalhadores da construção civil, metalurgia, indústria alimentícia, gráficas e indústria têxtil, que iniciaram paralisações em torno dessa reivindicação. Esse movimento teve resultados desiguais, terminando com vitórias em algumas empresas menores e nos casos dos trabalho trabalhadores da construção civil e dos gráficos; com vitórias parciais dos têxteis; e com a derrota dos metalúrgicos das grandes empresas.
Como resultado da agitação grevista, em 1907, o poder executivo do governo federal sancionou o Decreto 1.637, que exigia que os sindicatos depositassem em dia seus estatutos em cartório acompanhados de uma lista de nomes dos membros da diretoria, só podendo fazer parte da mesma brasileiros natos ou cidadãos naturalizados e residentes no país havia mais de cinco anos. Conquanto fossem criados "sob o espírito da harmonia entre patrões e operários", os sindicatos eram considerados representantes legais da classe dos trabalhadores e podiam adquirir bens móveis e imóveis, assim como instituir fundos de assistência para os seus membros. No mesmo ano, também foi aprovada a Lei Adolfo Gordo, que regularizava a expulsão dos estrangeiros que comprometessem "a segurança nacional ou a tranquilidade pública", atingindo, em particular, militantes anarquistas. As prerrogativas dessa lei foram amplamente utilizadas, sobretudo em seu primeiro ano de vigência, quando, de acordo com as estatísticas oficias, 132 ordens de expulsão foram emitidas.

### A Confederação Operária Brasileira (COB) e o Congresso Operário de 1913

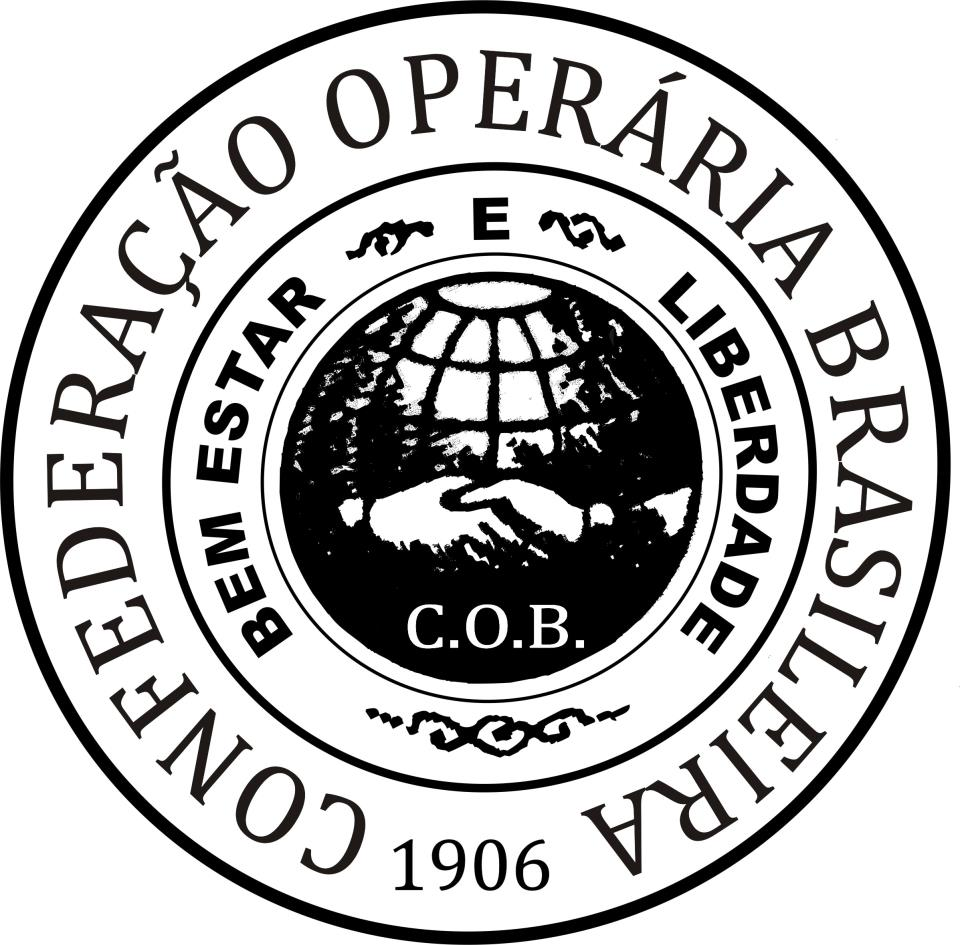
Selo da Confederação Operária Brasileira.

Em março de 1908, no Rio de Janeiro, dois anos após a realização do 1º Congresso Operário Brasileiro, foi fundada a Confederação Operária Brasileira (COB), que se propunha a representar cerca de 50 associações operárias. De acordo com a sua constituição, a COB passou a publicar no Rio o periódico A Voz do Trabalhador, cujo primeiro número apareceu no início do ano. Desde o início a COB fez campanha contra a Lei do Sorteio, aprovada em janeiro daquele ano, que instituía o serviço militar obrigatório. A partir de 1908, houve um declínio na atividade grevista, no contexto de uma repressão crescente e da deterioração da economia com o fim do ciclo de crescimento. Em razão disso, uma primeira fase da COB só durou até dezembro de 1909, quando saiu o vigésimo primeiro número de A Voz do Trabalhador, que em seguida fechou as portas. No entanto, a COB promoveu, nesse período, uma série de comícios contra uma propalada guerra entre o Brasil e a Argentina e contra a execução do educador anarquista Francisco Ferrer pelo governo espanhol. A última greve importante do período ocorreu em janeiro de 1909, envolvendo os ferroviários da Great Western em Pernambuco, Paraíba, Rio Grande do Norte e Alagoas, e reivindicando melhorias salariais. O movimento foi encerrado depois de doze dias, com a promessa do governador de Pernambuco, Herculano Bandeira, de intervir junto à companhia em favor das reivindicações dos grevistas.
A eleição do marechal Hermes da Fonseca, em 1910, trouxe algumas novidades ao quadro político tradicional e às relações entre Estado e movimento operário. Foi o primeiro candidato à presidência a mencionar em sua plataforma a existência de um problema operário a ser resolvido. Durante o seu governo, buscou diálogo com os reformistas, incorporando o líder reformista Sarandy Raposo, fundador da Confederação Sindicalista Cooperativista Brasileira (CSCB), no Escritório de Propaganda dos Sindicatos e Cooperativas do Ministério da Agricultura, além de ter iniciado um programa de construção de vilas proletárias, interrompido em 1914. Mas Hermes da Fonseca também apoiou um endurecimento da Lei Adolfo Gordo.

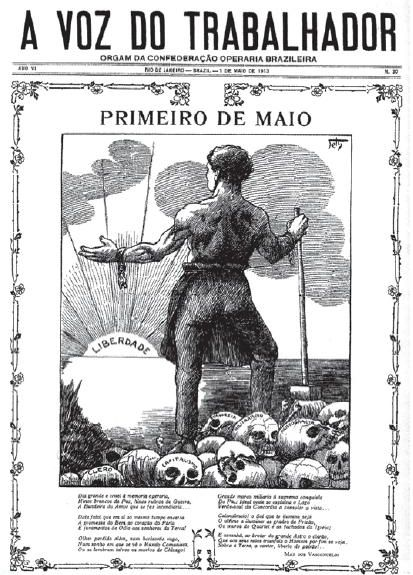
Edição de A Voz do Trabalhador de 1º de maio de 1913.

Em agosto de 1912, alguns sindicatos começaram uma nova onda de greves que perduraria até a recessão econômica de 1914. Em seus primeiros meses, os operários obtiveram uma série de vitórias, como foi o caso do aumento salarial concedido aos sapateiros do Rio de Janeiro. Em várias ocasiões os grevistas concordaram em retornar ao trabalho, sob a promessa dos patrões de atender parcialmente às suas reivindicações. A mais importante dessas greves ocorreu em Minas Gerais, em Juiz de Fora, onde, no mês de agosto, várias categorias paralisaram suas atividades e o movimento assumiu as dimensões de uma greve geral. Além das greves pela redução da jornada de trabalho, entre 1912 e 1913 ocorreram diversas manifestações contra as expulsões de estrangeiros e campanhas contra a carestia de vida. O novo ascenso do movimento operário trouxe reações por parte das autoridades, com a intensificação da repressão e uma tentativa de ampliar e tornar mais rigorosos os termos da Lei Adolfo Gordo. Por outro lado, a colaboração de Hermes da Fonseca com os cooperativistas possibilitou a realização, em novembro de 1912, do chamado Quarto Congresso Operário Brasileiro, na sede do Senado Federal e com o apoio do deputado federal Mário Hermes. Tal congresso, excluindo as tendências revolucionárias, tinha como objetivo a criação de um Partido Operário e de uma nova central, a Confederação Brasileira do Trabalho (CBT). As resoluções desse congresso, entretanto, não foram muito além da publicação de um opúsculo, tendo pouco ou nenhum resultado prático em termos de articulação nacional, de construção de uma nova central ou partido operário. Pelo contrário, a divulgação de seus preparativos motivou os anarquistas a fomentar uma rearticulação junto ao movimento sindical e a definição de novos rumos para combater os reformistas. A FORJ, praticamente inativa desde 1910, foi revigorada por uma reunião de vários líderes sindicalistas em maio de 1912 e, no princípio de outubro, reuniu líderes operários do Rio de Janeiro com o propósito de reativar a COB, preparando uma Comissão Reorganizadora. A Comissão declarou, em janeiro de 1913, a reconstituição da COB, cuja direção incluía Rosendo dos Santos, secretário geral, e João Leuenroth, irmão de Edgard, tesoureiro. O periódico A Voz do Trabalhador também foi reativado. Coube à COB a organização da campanha contra a lei de expulsão, a qual, além de promover comícios em várias cidades brasileiras, desencadeou uma campanha em Portugal, Espanha e Itália, para desestimular a emigração para o Brasil. No fim de 1912, a Comissão Reorganizadora da COB enviou às associações operárias circulares em que lhes pedia a nomeação de delegados para o 2º Congresso Operário Brasileiro, a ser instalado no Rio de Janeiro.

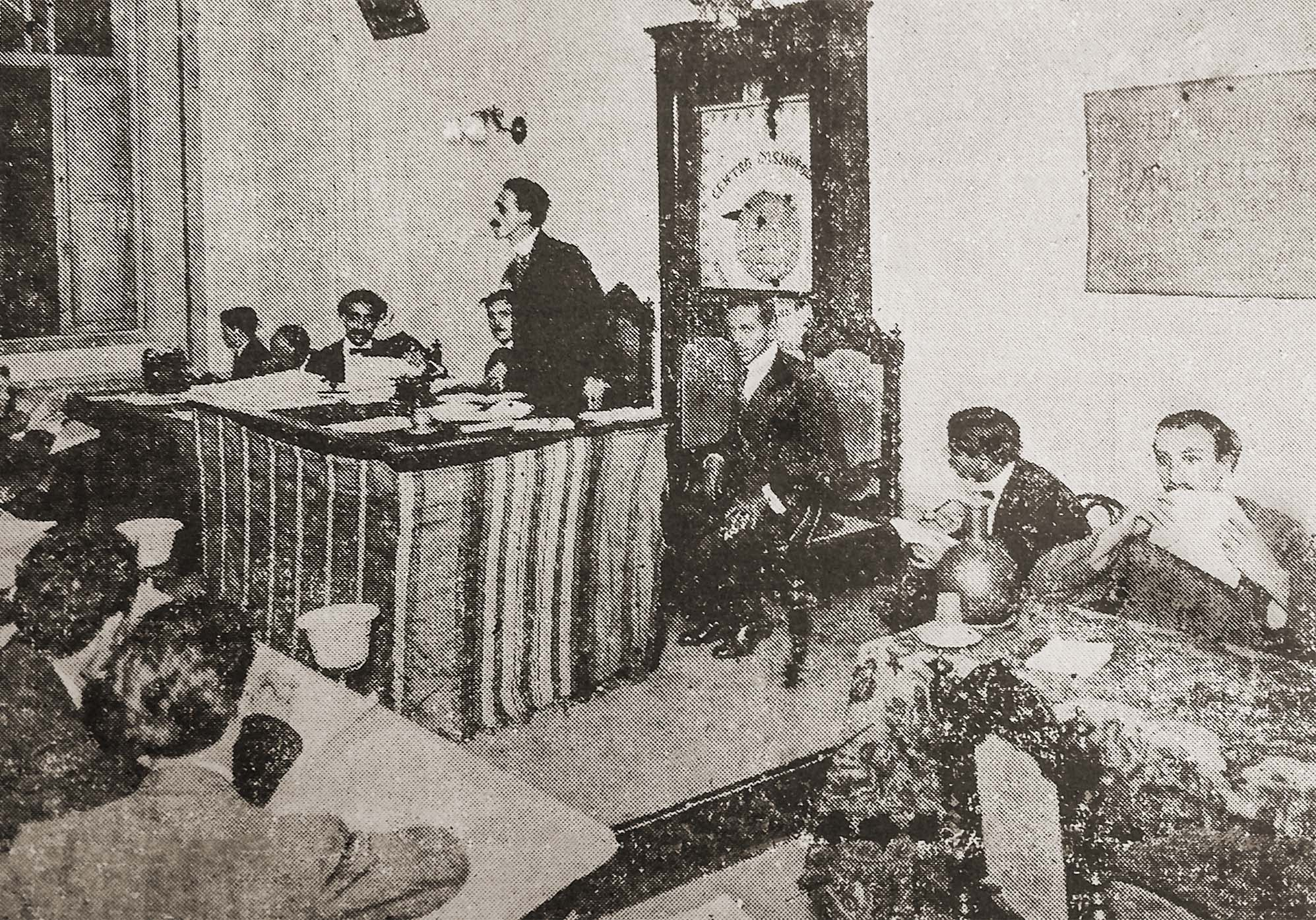
Sessão de encerramento do 2º Congresso Operário Brasileiro, realizado no Centro Cosmopolita em 1913.

O 2º Congresso Operário Brasileiro realizou-se no Rio de Janeiro, durante a segunda semana de setembro, na sede do Centro Cosmopolita, sindicato dos empregados em hotéis, cafés, restaurantes e similares. 117 delegados representaram duas federações estaduais, cinco federações municipais, 52 sindicatos, sociedades, ligas e quatro periódicos. O Congresso decidiu que associações cooperativistas que não concordassem com os métodos de ação direta não deveriam ser admitidas no sistema federativo da COB. Dentro desse sistema, os sindicatos deveriam organizar-se por indústria ou ofício. Para a sua constituição, o sindicato deveria contar com um número não inferior a 25 membros. Nos locais onde não houvesse esta quantidade suficiente de membros por indústria ou por ofício, recomendava-se a formação de sindicatos de ofícios vários, abrangendo trabalhadores braçais e intelectuais. Uma moção apresentada pela Federação Operária Local de Santos (FOLS) que encaminhava a adoção da propaganda anarquista no interior dos sindicatos associados à COB tomou boa parte do congresso, sendo contestada por diversos militantes. Joaquim Santos Barboza, da FORJ, apontou que o anarquismo deveria ser aceito e jamais imposto, pois, do contrário, não seria anarquismo. A maioria dos presentes deliberou, então, por referendar os princípios de 1906, baseados na ação direta contra o capitalismo, na liberdade de associação, no federalismo e na neutralidade religiosa e política dos sindicatos. Uma moção complementar do também anarquista José Borobio tentou contemplar as queixas de seus companheiros santistas, procurando deixar mais claro que, no interior dos sindicatos, era possível e desejável uma "ampla exposição e discussão de todas as ideias políticas e filosóficas" entre seus afiliados. Tal polêmica havia sido antecedida por um debate realizado nas páginas de A Voz do Trabalhador entre Neno Vasco e João Crispim pouco antes da realização do congresso. Enquanto o primeiro defendia a neutralidade sindical como um meio de agregar o maior número possível de trabalhadores, o segundo defendia que, para o sindicato assumir um caráter verdadeiramente combativo, deveria declarar-se abertamente anarquista.
O período que precedeu o Congresso e o que se seguiu imediatamente à sua realização, aliados ao processo de mobilização de diversas categorias operárias com o aumento da atividade econômica, deram um forte estímulo à expansão das associações de resistência, incluindo onde estas ainda não se faziam presentes. Ainda em 1908, os anarquistas baianos fundaram a Federação Operária da Bahia e a União Operária Alagoana aderiu à COB. No início de novembro de 1913, em Alagoas, estouraram em Cachoeira e Rio Largo greves de operários tecelões, que se estenderam até meados do mês seguinte. Em junho 1914, no Pará, houve greves dos carroceiros e dos operários em construção civil, resultando na deportação sem julgamento de diversos sindicalistas portugueses, incluindo o anarquista galego Antônio Dominguez. No mesmo ano, em Manaus, houve sucessivas greves portuárias, e os anarquistas organizaram a Federação do Trabalho no Amazonas, filiada à COB desde a fundação. A COB ainda enviou delegados para os estados em que a organização operária estivesse a um nível criticamente baixo, de modo que José Elias da Silva foi enviado a Pernambuco, onde conseguiu transformar a maioria das associações cooperativistas em sindicatos de luta pelo aumento salarial e pela jornada de oito horas de trabalho, além de fundar a Federação de Resistência dos Trabalhadores Pernambucanos, em 1914. No entanto, a retomada da atividade industrial mostrou fôlego curto, e o ciclo de crise econômica foi retomado com a diminuição da produção e o consequente aumento do desemprego, piorando com a eclosão da Primeira Guerra Mundial em agosto de 1914.
Com a deflagração da guerra, os anarquistas passaram a se envolver na luta antimilitarista. Em março de 1915, a FORJ criou uma Comissão Popular de Agitação Contra a Guerra. Em São Paulo, os líderes trabalhistas e os diretores dos jornais proletários organizaram uma Comissão Internacional Contra a Guerra. As anarquistas do Centro Feminino de Jovens Idealistas, lideradas por Emma Mennocchi, lançaram um Comitê de Agitação Contra o Serviço Militar Obrigatório, composto por Maria Antonia Soares, Sofia Loise, Encarnación Mejias e Esperança Maestre, e publicaram um manifesto às mães do Brasil, no qual "depois de se expor os males que advirão dessa lei, se fará um apelo aos sentimentos maternais para que venham com vós a impedir que tal lei vigore". Em outubro de 1915, a COB convocou para o Rio de Janeiro um Congresso Internacional da Paz, do qual participaram dois delegados de agremiações libertárias da Argentina, além dos representantes de cinco estados brasileiros e do Distrito Federal. Tal evento teve como resultado prático a criação do Comitê de Relações Internacionais, com o fito de organizar uma confederação sul-americana de entidades sindicais para uma futura filiação à Associação Internacional de Trabalhadores. No mesmo mês e ano, e com pontos de discussão semelhantes, os anarquistas, aproveitando a presença dos militantes no Distrito Federal, deram início ao Congresso Anarquista Sul-Americano, que buscou definir as estratégias comuns para libertários no continente, cujas deliberações não se distanciaram muito daquelas realizadas nos congressos operários.

### Onda grevista de 1917-1919 e o Congresso Operário de 1920
O prolongamento da guerra na Europa contribuiu para propiciar, em 1916, uma recuperação da produção industrial. Na medida em que os produtos importados deixavam de chegar aos portos brasileiros, as indústrias nacionais voltaram a empregar trabalhadores para atender ao crescimento da demanda. No entanto, houve um considerável aumento do custo de vida, tendo em vista que diversos produtos eram exportados para os países em conflito. Em 1915, os preços do arroz, do açúcar e do milho tiveram aumentos expressivos; no ano seguinte, subiram os preços por atacado de diversos produtos, como o feijão e a farinha de mandioca; e o trigo tornou-se escasso e caro. Os salários, porém, permaneceram nos mesmos patamares dos anos anteriores à guerra. Os preços dos gêneros alimentícios continuaram a subir durante os seis primeiros meses de 1917. Artigos de primeira necessidade tenderam a custar de 20% a 150% mais caro do que no ano anterior. A conjuntura favorável à satisfação de reivindicações em virtude da retomada da atividade industrial conduziu o movimento operário a um acelerado processo de reorganização nas sociedades de resistência desarticuladas durante a crise, resultando em uma onda grevista a partir de 1917.
Já em janeiro de 1917, a FORJ promoveu um Comitê Central de Agitação e Propaganda Contra a Carestia e o Aumento de Impostos. O aumento do custo de vida foi o tema dos discursos do 1º de maio daquele ano. No Rio de Janeiro, um orador tomou a palavra para proferir um discurso violento, onde dizia que a fome estava batendo às portas do operariado e que era preciso que "o povo agisse com energia, dirigindo-se aos armazéns onde se empilham e se acumulam os gêneros que estão faltando no lar do operário”. No mesmo mês, irromperam várias greves na indústria têxtil, depois de uma ameaça de demissão em massa na fábrica de tecidos Corcovado. O Chefe de Polícia, Aurelino de Araújo Leal, informado de que os oradores, nos comícios, aconselhavam depredações e ataques à própria polícia, lançou uma enérgica circular proibindo os comícios operários. No dia 11 de maio, mais de 2.500 pessoas, desrespeitando a ordem do chefe de polícia, deslocaram-se em direção à fábrica de tecidos Corcovado, onde ocorreram violentos confrontos com a polícia. A FORJ nomeou João Gonçalves da Silva para encabeçar uma delegação de três pessoas para ter audiência com o então presidente da República, Venceslau Brás. Ao chegarem no Palácio do Catete, foram informados de que o Presidente, conquanto sempre estivesse pronto a receber "desde o mais humilde ao mais poderoso", não poderia receber uma delegação de que fizesse parte "um agitador dominado por influências anarquistas". Após a recusa presidencial, João Gonçalves e a FORJ, que se manteve em sessão permanente durante os acontecimentos, declararam que os operários não se consideravam humildes.
As principais agitações operárias de 1917 ocorreram na cidade de São Paulo. Em 10 de junho, os tecelões do Cotonifício Rodolfo Crespi, de propriedade do comendador Rodolfo Crespi, situado no bairro industrial da Mooca, na capital paulista, pediram um aumento salarial. A reivindicação foi recusada e, assim, os operários do cotonifício entraram em greve. Somaram-se aos trabalhadores do cotonifício outros operários dos bairros da Mooca, Brás e Cambuci. Em julho, uma brecha se abriu no impasse, quando os operários da fábrica de tecidos da firma Nami Jafet, no Bairro do Cambuci, concordaram em retornar ao emprego, depois de receberem aumento salarial para a jornada noturna. No entanto, no dia 9, uma manifestação duramente reprimida pela Força Pública de São Paulo resultou na morte do sapateiro anarquista José Martinez, na prisão de vários militantes e no fechamento da Liga Operária da Mooca, e serviu de estopim para a generalização do movimento. No mesmo dia, foi criado o Comitê de Defesa Proletária, com o objetivo de orientar a greve, formado pelos militantes Gigi Damiani, do periódico libertário Guerra Sociale, Teodoro Monicelli, da folha socialista Avanti!, e Edgard Leuenroth, secretário do Comitê e que havia iniciado em 8 de junho a publicação do semanário A Plebe, que se tornaria um dos mais importantes periódicos anarquistas brasileiros.

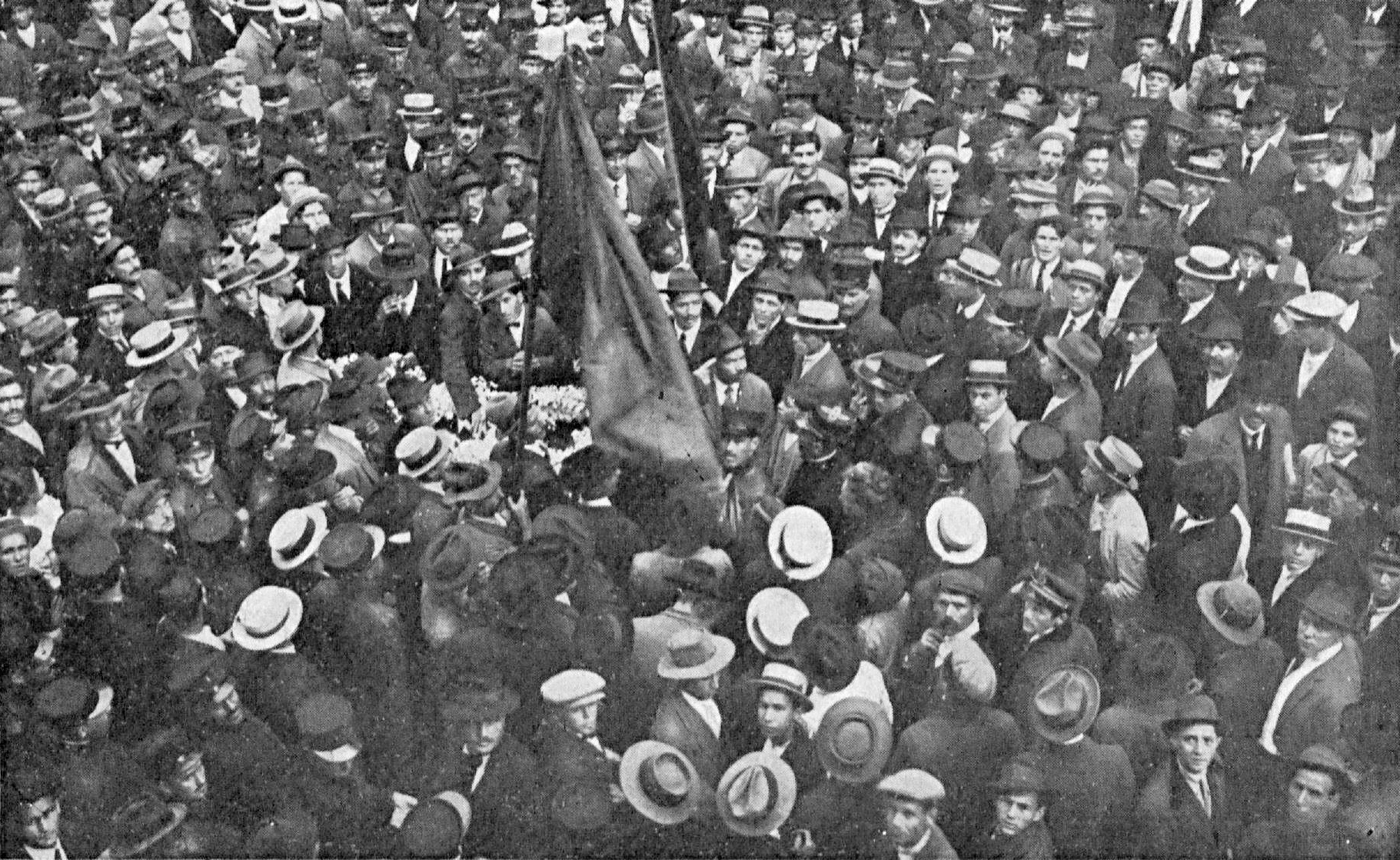
Funeral do sapateiro anarquista José Martinez, no cemitério do Araçá. Sua morte foi o estopim para a greve geral de 1917.

Com a confirmação da morte de Martínez no dia 10 de julho, aproximadamente 10 mil pessoas acompanharam o seu funeral no dia seguinte, seguindo para o centro da cidade. Chegando lá, a polícia bloqueou o acesso ao largo do palácio do Governo e ao quartel central da polícia. A multidão, forçada a passar por outras avenidas, parou na Rua 15 de Novembro para clamar pela liberdade dos operários presos. De volta ao cemitério, parte da multidão dirigiu-se à Praça da Sé, ali permanecendo para ouvir uma série de discursos sobre a situação da classe operária. Decidiu-se logo o envio de uma delegação ao encontro de Tirso Martins, Chefe de Polícia de São Paulo, para exigir a reabertura da Liga Operária da Mooca e a libertação dos operários presos; outra parte da multidão, menos pacífica, percorreu as ruas dos bairros do Brás, Mooca e Cambuci e, através da persuasão ou da violência, conseguiu a adesão de mais trabalhadores, fechando os estabelecimentos que se mantinham em atividade, inclusive a fábrica de Nami Jafet, que cedera dias antes às exigências de seus operários.
Calcula-se que pelo dia 12 de julho o número de grevistas na cidade de São Paulo se elevara de 15 para 20 mil operários, com a adesão de choferes e do pessoal da Companhia Light & Power, da Cia. do Gás e da maior parte das pequenas fábricas e oficinas da cidade. Os assaltos aos bondes da Light & Power levaram-na a suspender o tráfego de seus veículos, ao mesmo tempo em que o grande número de depredações obrigaram o fechamento do comércio. No dia 13 de julho, Tirso Martins distribuiu dois boletins, o primeiro proibindo reuniões nas praças e nas ruas; o segundo aconselhando o povo a não sair de suas casas à noite, fazendo saber que "a polícia está agindo com toda a energia contra os desordeiros contumazes e contra os anarquistas que há dias vêm atentando contra a ordem pública". O Secretário da Justiça Elói Chaves, presidindo no dia 12 uma reunião dos industriais paulistas, ouviu Rodolfo Crespi concordar em conceder a seus operários um aumento salarial, seguido por outros industriais logo no dia seguinte. Na altura, o Comitê de Defesa Proletária já havia preparado uma lista de 11 reivindicações comuns. Uma multidão operária, reunida no antigo hipódromo da Mooca, decidiu que o movimento grevista só terminaria quando tais reivindicações fossem atendidas. Entre elas, constavam: aumento salarial; jornada de oito horas, com aumento de remuneração para todo trabalho extraordinário; garantia do "trabalho permanente"; abolição do trabalho noturno para as mulheres e menores de 18 anos; e abolição do trabalho nas fábricas para os menos de 14 anos. No dia 14, por intermédio de um comitê de jornalistas reunidos na sede de O Estado de São Paulo, o Comitê de Defesa Proletária negociou com o patronato e com o governo do estado a pauta de reivindicações. Os industriais mantiveram sua concordância em conceder aumentos salariais; dispuseram-se a respeitar o direito dos operários de formar associações, a não dispensar nenhum empregado por tomar parte na greve, e a "melhorar as condições morais, materiais e econômicas da força de trabalho de São Paulo". Os delegados do Comitê de Defesa Proletária resolveram aceitar as concessões dos industriais, desde que o governo as "secundasse" com certas medidas consideradas indispensáveis, como a libertação dos operários presos durante a greve e o reconhecimento do direito de reunião.
A greve geral de São Paulo teve repercussões no movimento operário no interior do Estado e no resto do país. No Distrito Federal, o movimento grevista de julho de 1917, desencadeado após término da greve paulista, reuniu marceneiros, sapateiros, metalúrgicos, padeiros, trabalhadores da construção civil, têxteis, alfaiates e chapeleiros. Por resistência de sindicalistas reformistas que colaboravam com o governo, não foi possível a deflagração de uma greve geral, nem formar um comissão para gerir algum tipo de paralisação, ainda que diversas categorias estivessem paralisadas. Essas categorias grevistas, então, se desmobilizavam na medida em que conseguiam algum resultado.

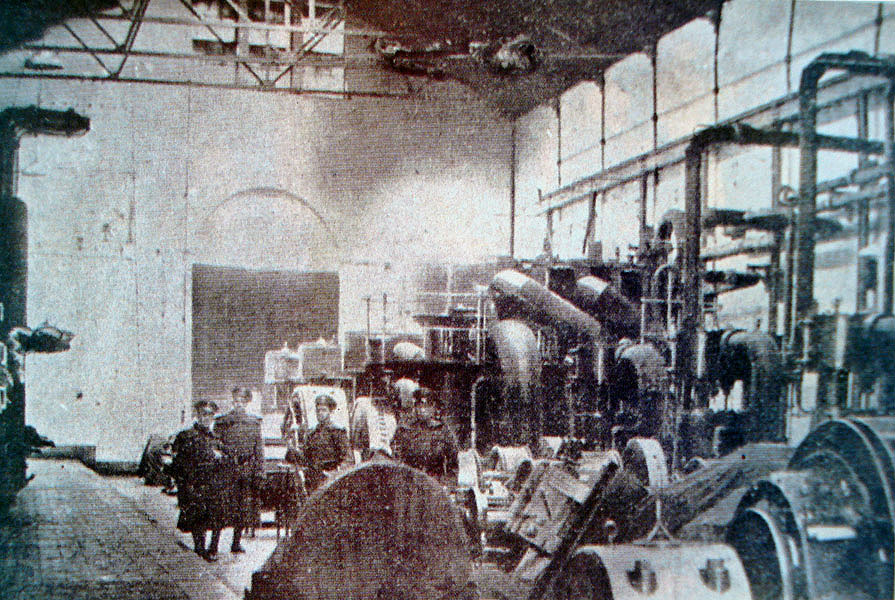
Fábrica guardada por milícia do governo durante a greve de 1917 em Porto Alegre.

No Rio Grande do Sul, foram deflagrados movimentos significativos em Porto Alegre e em Pelotas. Na capital gaúcha, a greve geral eclodiu entre o final de julho e início de agosto. A exemplo do que ocorreu na capital paulista, formou-se uma Liga de Defesa Popular, composta por anarquistas experimentados na luta sindical, como Cecílio Villar e Zenon de Almeida, e por algumas lideranças emergentes, como Abílio de Nequete. A Liga lançou um manifesto ao povo e aos trabalhadores, com uma pauta de reivindicações específicas, como o aumento dos salários dos operários, e gerais para toda a população, como a diminuição no preço dos alimentos, das passagens de bonde e a instalação de mercados livres nos bairros operários. Os operários porto-alegrenses promoveram uma mobilização massiva que paralisou a cidade entre 31 de julho a 4 de agosto de 1917, quando Borges de Medeiros recebeu uma comissão da Liga no Palácio do Governo, se comprometendo a adotar medidas para controlar os preços dos alimentos e aumentar o soldo dos operários a serviço do estado, no que esperava ser seguido pelos empresários. Em Pelotas, a paralisação ocorreu entre os dias 9 e 17 de agosto, e houve a formação de uma Comissão de Defesa Popular. A ocorrência de conflitos durante a greve fez com que o governo estadual enviasse o Chefe de Polícia para mediar o conflito, tendo a paralisação se encerrado com um saldo positivo para os operários.
Outra paralisação importante ocorreu em Recife, a partir de 14 de agosto, quando foi apresentada uma série de reivindicações em um comício convocado pelo Sindicato de Ofícios Vários (SOV). Entre as reivindicações, encontravam-se pedidos pelo estabelecimento da jornada de 8 horas, a equiparação dos salários entre homens e mulheres, medidas de higiene nos locais de trabalho, a diminuição dos alugueis, dos preços dos gêneros alimentícios e das taxas de transportes terrestres e fluviais. A greve se alastrou, inclusive pela ação da comissão de greve criada a partir das reuniões do SOV, que eram coordenadas por militantes ligados ao sindicalismo revolucionário. O governo estadual, na pessoa do Presidente Manoel Borba, criticou duramente o movimento, provocando um recrudescimento da perseguição policial. Nesta conjuntura e com a prisão de várias lideranças, o Chefe de Polícia iniciou negociações com a Confederação Operária de Pernambuco (COP), adepta de um sindicalismo reformista e aliada ao governo. Como mediador do conflito, entrou em cena o Congresso Acadêmico, representante dos estudantes da Faculdade de Direito de Recife. O resultado destas negociações foi o encerramento da greve, sem ganhos para os operários, no dia 15 de setembro.
No mesmo período, também verificaram-se greves no Paraná, na Bahia e no Pará. No Paraná, os anarquistas de Curitiba fizeram o uso de explosivos durante as greves, chegando a impedir o abastecimento da cidade, derrubando postes telefônicos e controlando os acessos ao centro urbano. Embora o movimento tenha sido parcialmente vitorioso, muitos trabalhadores envolvidos na greve foram presos ou deportados. Já a segunda metade de 1917 foi marcada por uma onda repressiva, especialmente em São Paulo e no Rio de Janeiro, onde diversas associações operárias foram fechadas. A entrada do Brasil na guerra, em outubro, restringiu ainda mais o espaço de ação do movimento operário. Com a proscrição da FORJ, fechada pela polícia em agosto de 1917, surgiu a União Geral dos Trabalhadores do Rio de Janeiro (UGT). Esta União, uma tentativa clara de reagrupar os sindicatos de resistência, contaria com a adesão imediata de 13 entidades classistas. Ainda em agosto, apesar da repressão, uma greve na Companhia Cantareira e Viação Fluminense, que operava na travessia da Baía da Guanabara entre o Rio de Janeiro e Niterói, assumiu contornos de insurreição. A radicalização da greve ocasionou um confronto entre os grevistas, apoiados por populares, e a polícia. O fato acabou por sensibilizar setores do exército em favor dos grevistas, e o 58º Batalhão de Caçadores se envolveu na luta junto aos trabalhadores. No dia 9 de agosto, os operários em carris da Cantareira propuseram o fim da greve, desde que fossem concedidos aos trabalhadores marítimos da mesma companhia um aumento salarial. A empresa recusou o pedido, mas ainda assim os grevistas voltaram ao trabalho.
Em 1918 houve um certo arrefecimento dos movimentos grevistas, mas prosseguiram greves localizadas e, sobretudo, o esforço de ampliação e consolidação das organizações operárias iniciadas no ano precedente. A repressão e o impacto da Revolução Russa trouxeram aos militantes novas questões acerca das ações a serem empregadas para fazer avançar a intensidade que as mobilizações do ano anterior atingiram. Nesse sentido, os anarquistas do Rio de Janeiro formaram, ainda naquele ano, a Aliança Anarquista, "um órgão de união, de entendimento, de aliança de todos os anarquistas do Rio de Janeiro, formados em grupos ou não". Essa organização foi responsável por uma série de articulações para promover uma insurreição com o apoio do exército e de categorias de trabalhadores da cidade do Rio de Janeiro. José Oiticica passou a promover encontros em sua casa com a participação de figuras importantes do movimento libertário carioca e de militantes oriundos de outros estados como Manuel Campos, Agripino Nazaré, José Elias da Silva, João da Costa Pimenta, Álvaro Palmeira e Astrojildo Pereira. Nestas reuniões, Oiticica afirmava que era necessário instaurar um governo popular, como havia sido feito na Rússia. Os planos insurrecionais foram frustrados quando Ricardo Correia Perpétuo, membro do conselho encarregado de distribuir boletins sediciosos entre os soldados aquartelados na Vila Militar, convidou o tenente do Exército Jorge Elias Ajus para participar do movimento, já que este mostrava-se a favor da implantação no Brasil de uma forma de governo "inteiramente popular". No entanto, Ajus era um espião, e ele informou todos os detalhes da conspiração às autoridades. O objetivo era levar um grande contingente de trabalhadores para o Campo de São Cristovão e esperar a chegada dos soldados que se solidarizariam com os operários; no momento em que isto ocorresse, os trabalhadores poderiam tomar o Arsenal de Guerra, dinamitar as torres de energia da Capital Federal e se encaminhar para o Palácio do Catete, onde deporiam o Presidente e proclamariam uma república soviética. No dia 18 de novembro, a greve foi deflagrada e cerca de 400 operários se dirigiram para o Campo de São Cristovão, mas o movimento não contou com o apoio dos militares, resultando em um violento confronto entre o exército e os trabalhadores. As principais lideranças do movimento foram presas enquanto estavam reunidas na casa de José Oiticica, o principal líder do levante na Capital. Alguns permaneceram presos, como Astrogildo Pereira, outros foram exilados em regiões distantes do interior do Brasil, como José Oiticica.

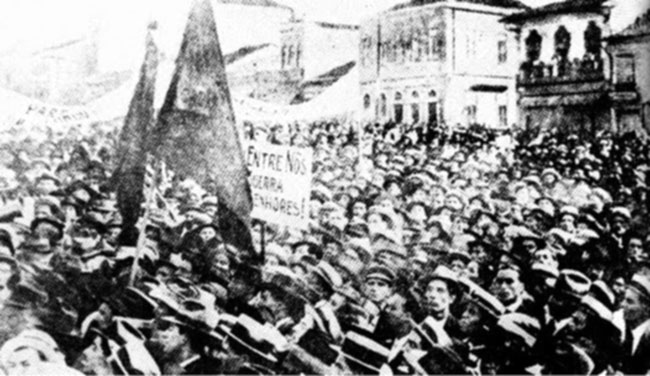
Operários aglutinados na Praça da Sé, em São Paulo, durante manifestação do 1º de maio em 1919.

Em 1919, houve uma retomada do movimento grevista, dessa vez, enfrentando um patronato organizado em entidades de classe e melhor articulado com a repressão. No 1º de maio daquele ano, registraram-se no Rio de Janeiro e em São Paulo manifestações em favor dos sovietes russos e das revoluções em curso na Hungria e Alemanha. Na Capital Federal, a manifestação contou com cerca de 60 mil pessoas que, além de saudarem as referidas revoluções, organizaram paralisações para pressionar os patrões pela jornada de 8 horas. Em São Paulo, logo após as comemorações, eclodiu uma greve geral, iniciada na fábrica Matarazzo, onde um operário acusou o mestre geral de persegui-lo por ter discursado no 1º de maio. Depois de um áspero bate-boca, o operário foi despedido. Muitos de seus colegas deixaram o emprego e saíram pelas ruas incitando os empregados de outras fábricas a lhes seguirem o exemplo. No fim do dia, cerca de 10 mil operários estavam em greve, e as reivindicações passaram a ser formuladas. Mais uma vez a jornada de oito horas tornou-se uma das exigências principais, acompanhada de outras como o descanso semanal, a igualdade de salários entre homens e mulheres, o reconhecimento do direito de organização e expressão dos trabalhadores e a diminuição dos preços dos gêneros de primeira necessidade. Com o passar dos dias, a maior parte dos operários da indústria aderiram ao movimento, estimando-se em 20 mil o número de paredistas no dia 4 de maio. Em sua edição do dia 10 de maio, o periódico A Plebe apontou a greve como um movimento espontâneo e que não deveria ser atribuído aos discursos do 1º de maio. Mesmo com forte repressão, o movimento prosseguiu até a obtenção de acordos favoráveis, com a conquista da jornada de oito horas na maioria das fábricas. Também no Rio de Janeiro ocorreram diversas greves no primeiro semestre de 1919, iniciadas pelos marítimos, exigindo aumento salarial e a jornada de oito horas. No dia 18 de maio calculava-se em 10 mil o número de operários ausentes de seus empregos. Mas a maioria manteve-se em greve por pouco tempo, porque os empregadores, em geral, se mostraram prontos a conceder a jornada de oito horas sem redução de salários, ainda que focos grevistas tenham se estendido até julho.

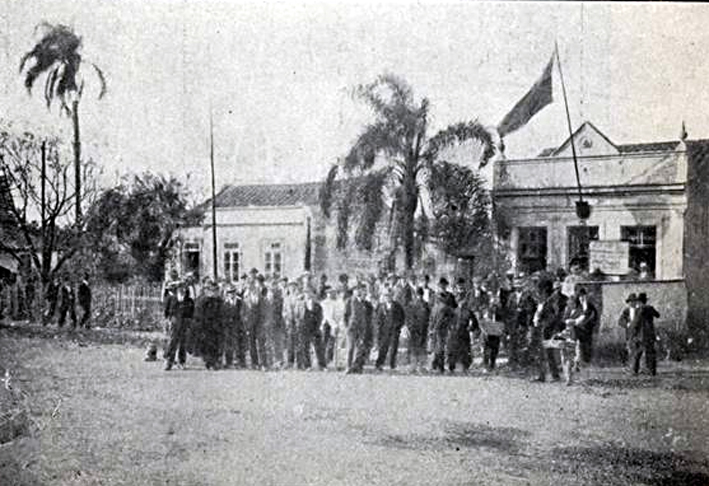
Grevistas da Companhia Light & Power em Porto Alegre em 1919.

Outros movimentos generalizados de greve foram deflagrados em Salvador, no Recife e em Porto Alegre. A greve de Salvador, declarada no início de junho de 1919 pelos operários em tecidos e em construção, alastrou-se em poucos dias, paralisando a cidade. Depois de cinco dias de greve, os operários baianos conquistaram um acordo que lhe concedia a jornada de oito horas sem redução dos salários; as tabelas de empreitada foram recalculadas à base de 20% a mais. A ação moderada da polícia, um dos traços da greve geral em Salvador, também se fez notar como característica da greve geral de Recife. Já em Porto Alegre, a greve adquiriu um caráter mais violento. Iniciado pelos trabalhadores da Companhia Light & Power no dia 4 de setembro, o movimento logo contou com a adesão dos padeiros, carroceiros e trabalhadores da companhia telefônica. No dia 6, uma bomba foi arremessada contra a Companhia, que operava por intermédio de um maquinista e três foguistas da Marinha de Guerra. A polícia proibiu a realização de um comício planejado pelos grevistas para o dia seguinte, na Praça Montevidéu. Todavia, o advogado da FORGS consultou a Constituição Federal e julgou legal o comício. Quando o número dos presentes se elevava para cerca de 500, irrompeu um conflito entre os grevistas e a brigada militar. Os grevistas procuraram refúgio onde quer que houvesse portas abertas. Alguns dos que já estavam em segurança fecharam uma porta, apressadamente, a um operário. Os soldados mataram-no com uma descarga de tiros. No dia 8, tropas da brigada militar, sob as ordens do governador, invadiram as sedes da FORGS, do Sindicato dos Operários da Light e da União Metalúrgica; seus dirigentes foram encarcerados e por volta do dia 11 a greve chegava ao fim, com o restabelecimento dos serviços oferecidos pela Companhia Light & Power.
No mesmo ano, os anarquistas, ainda sob o impacto da Revolução Russa, fundaram um Partido Comunista de inspiração libertária, acreditando na necessidade de formar um núcleo político que pudesse encaminhar, mais claramente, ações anarquistas em diversos setores da sociedade. A Primeira Conferência Comunista do Brasil realizou-se no Rio de Janeiro, de 21 a 23 de junho, no Centro Cosmopolita. Centenas de pessoas acompanharam o desenvolvimento dos trabalhos conduzidos por 22 delegados, representando grupos do Distrito Federal e dos estados de Alagoas, Minas Gerais, Paraíba, Pernambuco, Rio Grande do Sul e São Paulo. Desses 22 delegados, três eram mulheres. O programa do Partido Comunista libertário, definido durante a conferência, preconizava a supressão do Estado, de toda autoridade religiosa e de todas as leis; as resoluções de ordem geral seriam tomadas em assembleias públicas, e as minorias gozariam de plena liberdade para a formação de novas comunidades. Os preceitos sociais do documento determinavam a eliminação da propriedade privada e a administração das fábricas, estradas de ferro e demais serviços públicos pelos operários e suas respectivas agremiações, sem que ninguém assumisse funções de direção. Em agosto de 1919, sob a direção de José Oitica e Astrogildo Pereira, o Partido Comunista libertário passou a editar o jornal Spártacus, de periodicidade semanal.

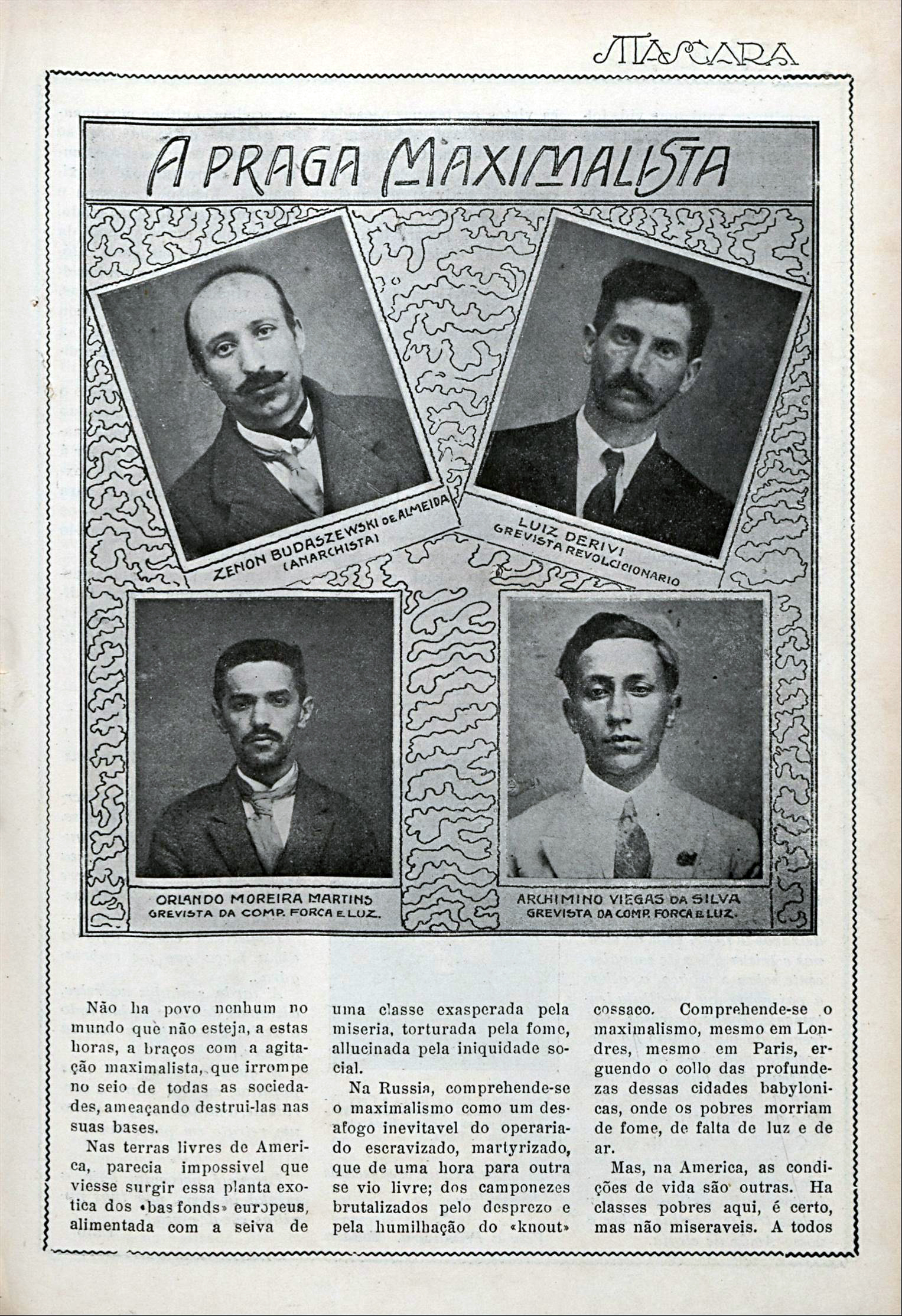
Propaganda antigrevista de 1919 na Revista Máscara, do Rio Grande do Sul, com fotos dos anarquistas/grevistas Zenon de Almeida, Luiz Derivi, Orlando Moreira Martins e Archimino Viegas da Silva.

Ainda em 1919, os anarquistas organizados no Partido Comunista libertário teriam preparado uma insurreição que teria a participação de militantes de São Paulo, Rio de Janeiro, Minas Gerais, Paraná, Rio Grande do Sul e Pernambuco. No entanto, a explosão de uma bomba no bairro do Brás em 19 de outubro, que levou ao óbito quatro operários militantes, sendo um deles o espanhol José Prol, permitiu à polícia descobrir os planos insurrecionais. Ainda que os anarquistas negassem as acusações, dizendo que as bombas e materiais de propaganda encontrados tivessem sido plantados pela própria polícia, a repressão intensificou-se e o Partido Comunista libertário desarticulou-se. O recrudescimento da repressão tornou-se particularmente evidente no tratamento dado às greves da Leopoldina Railway no Rio de Janeiro e da Companhia de Estradas de Ferro Mogiana em São Paulo. A greve da Leopoldina, iniciada em 15 de março de 1920, após a recusa dos dirigentes da companhia em negociar as reivindicações dos operários, contou com a solidariedade dos trabalhadores organizados na Federação dos Trabalhadores do Rio de Janeiro (FTRJ — sucessora da UGT e herdeira da FORJ) e da Federação dos Condutores de Veículos, que declararam uma greve geral no dia 23 de março. Em 24 de março, os metalúrgicos, membros do Centro Cosmopolita, alfaiates, padeiros, foguistas, sapateiros, choferes de táxi, tecelões e um grande número de operários em construção civil também entraram em greve. Durante a paralisação, a sede da FTRJ e de outros sindicatos foram invadidos pela polícia e uma série de líderes operários foram presos, entre eles, Mâncio Teixeira, Fábio Luz, José Oiticica e Octávio Brandão. Sem o conhecimento das federações, mas com o assentimento de parte dos dirigentes operários da Leopoldina, líderes reformistas negociaram com o governo o fim da greve, em troca da promessa de libertação dos presos, readmissão dos grevistas demitidos e suspensão de qualquer outra forma de punição. Os anarquistas acusaram os líderes reformistas de traição, por terem firmado um acordo que ignorava as condições dos operários da Leopoldina, sem ter consultado a Federação dos Trabalhadores e os sindicatos de empregados da Leopoldina.  Já a greve da Mogiana, iniciada em 20 de março do mesmo ano, foi marcada por conflitos abertos entre operários e policiais. Tiroteios, às vezes de consequências fatais, ocorreram em diversas estações ferroviárias atendidas pela companhia. Na estação de Casa Branca, a 31 de março, soldados da polícia investiram de baioneta calada contra um número de grevistas superior a 200, que se entrincheiravam na estação e se recusavam a evacuá-la; no tiroteio que se travou, morreram quatro grevistas e vários foram feridos. A greve encerrou-se pelo dia 5 de abril com a prisão e deportação de operários envolvidos nos conflitos. Ao mesmo tempo, uma greve geral iniciada pela FOSP em conjunto com a greve da Mogiana também acabou malsucedida, encerrando-se no dia 6 de abril e com seus dirigentes reconhecendo "não ter a agitação atingido as proporções desejadas".

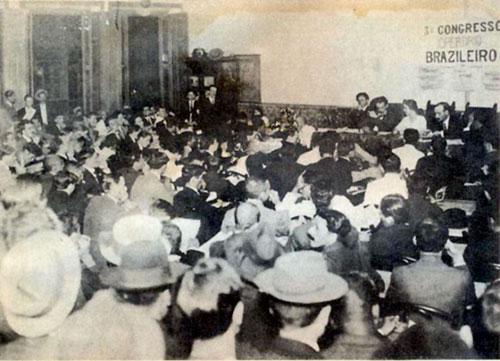
Sessão de encerramento do 3º Congresso Operário Brasileiro, presidida por Elvira Boni.

A repressão policial, as deportações e o trabalho sistemático dos grupos reformistas vinham produzindo resultados desfavoráveis às organizações revolucionárias diretamente ligadas ao sindicalismo. Foi nessa conjuntura conturbada que ocorreu, entre os dias 23 e 30 de abril de 1920, o 3º Congresso Operário Brasileiro. As reuniões tiveram lugar na sede da União dos Operários em Fábricas de Tecidos, contando com a presença de 116 delegados de 64 entidades de várias partes do país. Neste congresso, como sintoma da adequação ao novo quadro da indústria brasileira do pós-guerra, foi aprovada uma resolução que priorizava a criação de sindicatos por indústria, em detrimento da organização por ofícios. Muitas das decisões dos Congressos anteriores, de 1906 e 1913, foram reiteradas, como a adoção do método de organização federativo. A Liga Operária da Construção Civil de São Paulo, representada por Deoclécio Fagundes e Teófilo Ferreira, propôs a adesão do congresso à Internacional Comunista. Mas Edgard Leuenroth objetou, por esta não ser "uma organização genuinamente sindical”, sendo corroborado por Astrojildo Pereira e José Elias. Em vez de aderir à Internacional Comunista, o 3º Congresso Operário aprovou uma resolução na qual saudava a Revolução Russa e as iniciativas levadas à cabo pela Internacional Comunista. Por fim, nomeou-se uma Comissão Executiva do Terceiro Congresso (CETC), com o fim de coordenar as atividades para a execução das resoluções tomadas, sendo-lhe atribuído um mandato que iria até a reunião do Quatro Congresso Operário Brasileiro, marcado para 1921 e que acabou não ocorrendo. A CETC, sustentada pela contribuição das associações que se fariam representar no encontro, receberia relatórios de acordo com um esquema pormenorizado. O Rio de Janeiro seria a sede um secretariado-geral, compreendendo um secretário-geral (Edgard Leuenroth), tesoureiro e cinco secretários itinerantes, responsáveis pelas cinco regiões geográficas em que se dividira o país. Os secretários itinerantes eram Domingos Passos (Centro), José Elias da Silva (Norte), Jorge Adalberto de Jesus (Extremo Norte), Teófilo Ferreira (Sul) e Alberto Lauro (Extremo Sul). O Congresso também resolveu encarregar a CETC de entrar em entendimentos com as associações de trabalhadores marítimos e ferroviários com o fim de obter dos mesmos um compromisso formal de que se negariam a transportar os operários deportados, e foi instruída a promover um Congresso Operário Sul Americano e a manter contato com as federações internacionais que concordassem com a orientação sindical seguida pelo 3º Congresso Operário Brasileiro.

### Repressão e disputas com o Partido Comunista do Brasil (PCB)
O ano que se seguiu ao 3º Congresso Operário Brasileiro iniciou um período de desmantelamento geral da organização operária. A economia brasileira recuava e duas leis especialmente repressivas foram sancionadas por Epitácio Pessoa: o Decreto Nº 4.247 de 6 de janeiro de 1921, de Arnolfo Rodrigues de Azevedo, que regulamentava as expulsões de estrangeiros que estivessem no país havia menos de cinco anos, estipulando que estes poderiam ser expulsos do território nacional no caso de serem considerados nocivos à ordem pública; e o Decreto Nº 4.269, de Adolfo Gordo, com a finalidade expressa de repressão ao anarquismo, estabelecendo penas de prisão aos crimes praticados tendo em vista a subversão da ordem social e punições para os que contribuíssem para a prática de tais crimes através de reuniões ou instrumentos de propaganda, além de conferir às autoridades o direito de fechar, por tempo indeterminado, sindicatos e entidades civis que cometessem atos considerados prejudiciais à segurança pública. A imprensa operária também demonstrava um franco declínio em 1921, com o fim de diversas publicações e a diminuição da periodicidade de outras. A Plebe passou os meses de junho até setembro sem nenhuma publicação.

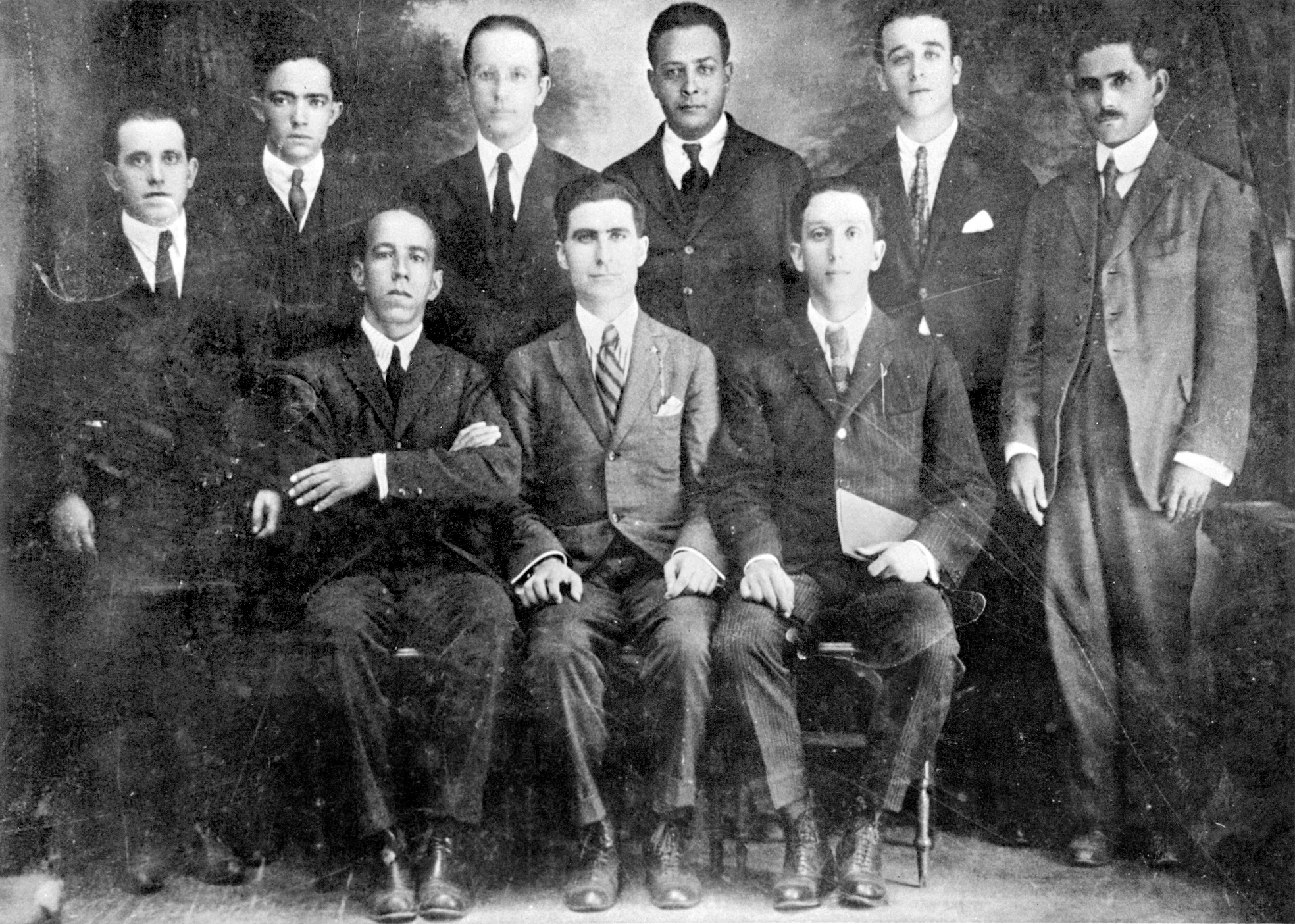
Fundadores do Partido Comunista do Brasil (PCB), em 1922. Entre eles, encontravam-se ex-militantes anarquistas, como Astrogildo Pereira, João da Costa Pimenta e José Elias da Silva.

Ao mesmo tempo, o movimento operário passava por uma crise ideológica. O modelo federativo e as estratégias do sindicalismo revolucionário passaram a ser criticadas por alguns militantes, como Astrogildo Pereira, que passou a defender um sindicalismo nos moldes da Industrial Workers of the World (IWW), organizado de forma mais centralizada, formando “uma única grande união de todos os trabalhadores, com um único secretariado, uma única fonte de propaganda, um único centro de coordenação”. Alguns anarquistas, percebendo a falta de uma ação metódica e sistemática no trabalho de propaganda e organização, passaram a estimular a formação de grupos de afinidade de tendência libertária. Conforme as notícias sobre a Revolução Russa chegavam ao Brasil, ficava mais claro para os militantes operários as diferenças latentes entre o anarquismo e o bolchevismo. Em março de 1922, Astrojildo Pereira e outros ex-militantes anarquistas fundaram o Partido Comunista do Brasil (PCB). A fundação do PCB gerou uma divisão no movimento operário, ainda que inicialmente os comunistas só tenham exercido influência no Rio de Janeiro. Seguindo as recomendações da Terceira Internacional, os comunistas insistiram em uma política de frente única, firmando uma aliança com os reformistas da CSCB, estabelecida em 1923 e que durou até 1925, a fim de combater a influência do anarquismo nos sindicatos. Também tornou-se corrente a criação de frações comunistas organizadas, que se constituíam oposições nos sindicatos sob controle dos anarquistas e que, mesmo no caso de derrota nas eleições sindicais, permaneciam em atividade.
Novos elementos passaram a influenciar a conjuntura política brasileira. Em 5 de julho de 1922, houve a Revolta dos 18 do Forte de Copacabana, dando início ao movimento tenentista, protagonizado pelos soldados das camadas médias da hierarquia militar descontentes com o regime. Os conspiradores militares chegaram a procurar o apoio de José Oiticica nas organizações sob influência anarquista e iniciaram contatos com Evaristo de Morais e Sarandy Raposo, cuja CSBC exercia, supostamente, o controle dos ferroviários e dos mineiros dos três Estados do extremo sul do país. O conluio foi denunciado por espiões do Chefe de Polícia, Carneiro da Fontoura. Em consequência, diversos oficiais do Exército e da Marinha foram presos. Em busca de uma evidência contra os militares suspeitos, a polícia invadiu a residência do oposicionista Evaristo Dias, prendendo-o e confiscando seus livros e papéis, que não lhe foram devolvidos. Outros presos no Rio de Janeiro foram Luís Peres, fundador do PCB, Octávio Brandão, José Gonçalves, Antônio de Oliveira, Pedro Maurini, Vicente Llorca, Silvano Borges e Joaquim Silva. Quando a União Geral dos Empregados em Hotéis e Restaurantes convocou uma reunião contra a prisão de Pedro Maurini, anarquista nascido no estrangeiro, a polícia assaltou a sede da entidade; pouco depois, também fechou a sede da União dos Operários em Construção Civil, onde prendeu Florentino de Carvalho. Com a posse do presidente Arthur Bernardes, foi aprovada a Lei de Imprensa, que prescreveu punições para as ofensas feitas em jornais ao Presidente da República, à "moral pública ou aos bons costumes", bem como a "algum soberano, chefe de Estado estrangeiro ou seus representantes diplomatas". Também foi criada a Quarta Delegacia Auxiliar, com o objetivo específico de controle social e político de militantes contrários ao regime.
Em julho de 1924, o general reformado Isidoro Dias Lopes liderou uma revolta em São Paulo, em um movimento que contou com o apoio da força pública estadual, comandada pelo major Miguel Costa. No dia 8 de julho os revoltosos forçaram o governador Carlos de Campos e as tropas legalistas a fugirem da capital. Isidoro forneceu armas e incorporou em suas forças um bom número de operários estrangeiros, especialmente os mais experimentados no teatro europeu da Primeira Guerra Mundial. Os anarquistas de São Paulo, em reunião com Pedro Augusto Motta, reconheceram que o levante militar não fora realizado pelo povo. Estabeleceram, porém, um elo entre seu caráter e os anseios populares. Examinando o fato de não contarem com uma força suficiente, entre as classes trabalhadoras e populares, para fazer a sua própria revolução, decidiram pela participação no movimento, numa tentativa de influenciá-lo; logo se ofereceram para pegar em armas, propondo a formação de batalhões de civis autônomos, sem a disciplina e a ingerência militar. Isidoro, acatando as advertências de Macedo Soares quanto à infiltração de elementos radicais, rejeitou peremptoriamente a proposta dos anarquistas. Rejeitada a proposta, os anarquistas enviaram uma "Moção dos Militantes Operários" ao Comitê das Forças Revolucionárias, com 28 assinaturas, publicado em A Plebe de 25 de julho de 1924. A moção propunha a fixação de um salário mínimo e de uma tabela de preços máximos, o direito de fundar escolas, o direito de associação para todas as classes trabalhadoras, a liberdade da imprensa operária, a generalização da jornada de oito horas de trabalho e a revogação da lei de expulsão relativa às questões político-sociais.
Em decorrência das agitações em São Paulo, o Congresso declarou estado de sítio por 60 dias na Capital Federal e nos Estados do Rio de Janeiro e São Paulo, autorizando o Presidente a prorrogá-lo e estendê-lo a outros pontos do território nacional. Com isso, os sindicatos mais atuantes foram fechados e os jornais anarquistas, impedidos de circular. José Oiticica foi detido, ainda durante a revolta em São Paulo, ao sair do Colégio Pedro II, e depois foi enviado para instalações prisionais improvisadas em ilhas na Baía de Guanabara; Domingos Passos, Domingos Brás e outros operários anarquistas, foram encarcerados na Quarta Delegacia Auxiliar; já os libertários paulistas que assinaram a "Moção dos Militantes Operários" foram perseguidos e presos.
Alguns militantes anarquistas, como Domingos Passos, Domingos Brás, Pedro A. Motta, José Maria Fernandes Varella, Nicolau Paradas, Nino Martins e José Alves do Nascimento, foram enviados à colônia penal da Clevelândia do Norte, na fronteira com a Guiana Francesa, junto a presos comuns, desempregados e militares rebelados. Sobreviventes da Clevelândia relataram ter passado por situações de insalubridade, fome, tortura e trabalhos forçados. Em quatro anos, dos 946 presos enviados para lá, 491 morreram, entre eles os militantes anarquistas Pedro A. Motta e José Alves do Nascimento. Alguns, como Domingos Brás e Domingos Passos, conseguiram fugir, atravessando o rio Oiapoque, chegando ao lado da Guiana Francesa e partindo para Belém do Pará. Tanto os militantes que faleceram em Clevelândia quanto os sobreviventes da colônia penal foram mais tarde lembrados como mártires pelos anarquistas brasileiros.
Ao mesmo tempo em que Bernardes reprimiu o movimento operário de forma geral, e o anarquismo em particular, também deu alguns passos no terreno da legislação social, criando um Conselho Nacional do Trabalho e um posto de Curador Especial de Acidentes de Trabalho, para a prestação de assistência médica gratuita às vitimas de acidentes de trabalho; promulgou leis que regulamentavam a assistência e proteção aos menos abandonados e delinquentes e proibindo o trabalho de menores de 14 anos; além de decretar uma lei de férias, que obrigava obrigava os estabelecimentos comerciais, industriais e bancários a conceder a seus empregados, anualmente, 15 dias de férias remuneradas. Também foi o governo de Artur Bernardes que convocou uma reunião para designar um representante da classe operária junto à Conferência Internacional do Trabalho em 1926, que acabou por indicar o anarquista Carlos Dias para representar o operariado brasileiro em Genebra. Tal indicação foi alvo de críticas por parte dos comunistas brasileiros. Carlos Dias, após voltar de Genebra em agosto de 1926, considerou a Conferência uma inutilidade, pois os diversos países representantes não ratificaram suas resoluções.
Durante as perseguições aos anarquistas em São Paulo e no Rio de Janeiro, os comunistas foram menos visados pela repressão, e puderam realizar, em fevereiro de 1925, o 2º Congresso do PCB. No mesmo período, os comunistas começaram a editar o periódico A Classe Operária, e conseguiram manter suas publicações sindicais, como O Internacional, durante todo o estado de sítio. Principalmente no Rio de Janeiro, os comunistas passaram a atuar nos sindicatos onde antes os anarquistas exerciam maior influência. Com o fim do estado de sítio em 1926, o periódico anarquista A Plebe voltou a ser publicado em fevereiro de 1927. Os anarquistas logo buscaram retomar seu lugar nos sindicatos e refundaram as antigas associações onde militavam e que haviam sido fechadas pela repressão. Nesse contexto, voltou a acirrar-se a disputa pelo controle das organizações operárias.
A polarização entre comunistas e anarquistas ocorreu principalmente no Rio de Janeiro e em São Paulo. No Rio de Janeiro, o 1º Congresso Sindical Regional, organizado por 9 sindicatos de influência comunista, deu origem à Federação Sindical Regional do Rio de Janeiro, reunindo delegados de 33 sindicatos, 22 comissões operárias e 3 minorias sindicais. Sob a coordenação FORJ, realizou-se uma reunião para discutir a lei de férias nos mesmos dias em que decorreu o congresso convocado pelos comunistas, com a participação de apenas 4 sindicatos permanentes, entre eles, a Aliança dos Operários em Calçados, o Sindicato dos Fundidores e Anexos, a União dos Operários em Construção Civil e o Centro dos Operários em Pedreiras. A afirmação dos princípios anarquistas era reforçada em contraposição às propostas comunistas, recusando o apoio a partidos políticos e a centralização operária por órgãos externos, defendendo o federalismo e a ação direta sem intermediários. Em São Paulo, a rearticulação do movimento operário ocorreu em torno da Comissão Pró-Organização do Operariado, constituída em um comício do 1º de maio de 1927, com vistas à reorganização da antiga FOSP, que só ressurgiu efetivamente em 1931. A 7 de maio, criou-se a União Operária de Ofícios Vários, como forma embrionária da federação. Havia poucos sindicatos que se encontravam em atividade: União dos Canteiros, União dos Chapeleiros, União dos Artífices em Calçados e a Liga Operária de Vila Esperança, entre os sindicatos sob influência anarquista. A Internacional, que era o Sindicato dos Empregados em Hotéis e Restaurantes, e a União dos Trabalhadores Gráficos (UTG) encontravam-se sob direção comunista, enquanto que, na União dos Operários em Fábricas de Tecidos, havia disputas entre anarquistas e comunistas. No Rio Grande do Sul, em contrapartida, o 3º Congresso Operário Estadual de 1925, organizado pela FORGS e que contou com a participação de 18 sindicatos de várias cidades do Estado, aprovou uma moção reafirmando os princípios libertários e o combate aos partidos políticos.
Apesar das disputas sindicais, a lei de férias, regulamentada no governo de Artur Bernardes em 1926, agiu como um elemento aglutinador entre os militantes operários. Várias greves de 1926 em diante reivindicaram a aplicação dessa lei, que apesar de aprovada e regulamentada, praticamente não se cumpriu. Foi criado um Comitê Pró-Lei de Férias em São Paulo, reunindo sindicatos e militantes de diferentes tendências, entre anarquistas, comunistas, católicos e reformistas. No mesmo período, desenvolveu-se uma intensa mobilização de protesto provocada pelo julgamento e execução dos operários anarquistas Sacco e Vanzetti, acusados pela justiça norte-americana de assalto e assassinato. Impulsionados pelo movimento internacional, criou-se, no início de 1926, um Comitê de Agitação Pró-Liberdade de Sacco e Vanzetti numa assembleia geral de sapateiros. A campanha foi se intensificando com constantes manifestações públicas de grande amplitude em todo o país.
Ocorreram outras manifestações menos amplas de protesto contra a chamada "Lei Celerada" de agosto de 1927. Essa lei criminal vigorou até 1930, desmobilizando os sindicatos sob influência anarquista, que não encontravam alternativas de ação diante do fortalecimento das forças repressivas, que voltam a interferir no espaço sindical. A "Lei Celerada", aprovada no Governo Washington Luís — que já era mal quisto pelos líderes operários por ter afirmado uma vez que “a questão social no Brasil é uma questão de polícia" —, tornava inafiançável os crimes de “desviar operários e trabalhadores dos estabelecimentos em que forem empregados, por meio de ameaças e constrangimento”, assim como os de “causar ou provocar cessação ou suspensão do trabalho por meio de ameaças ou violências, para impor aos operários ou patrões aumento ou diminuição de serviço ou salário”, além de autorizar o governo a fechar por tempo indeterminado as agremiações, sindicatos, centros ou entidades do movimento operário que incidissem na prática de crimes ou atos contrários à ordem. Logo após a aprovação da lei, a polícia prendeu 14 militantes operários em São Paulo, entre eles, os anarquistas Edgard Leuenroth e Domingos Passos e o comunista Aristides Lobo.
Aos poucos, o PCB foi tomando a liderança das atividades organizativas do operariado e de sua representação política. Assim, em 1927, ocorreu, em meio a intensas perseguições policiais, a campanha do Bloco Operário e Camponês (BOC), que conseguiu eleger, com o apoio os comunistas e de diversos sindicatos do Rio de Janeiro, os candidatos Azevedo Lima, Minervino de Oliveira e Octávio Brandão. Em 1928, quando o anarquismo encontrava-se em descenso no Rio de Janeiro, a rivalidade entre anarquistas e comunistas gerou duas vítimas fatais em um conflito na sede da União dos Gráficos. Azevedo Lima havia acusado o presidente da União dos Operários em Fábricas de Tecido, Joaquim Pereira de Oliveira, de envolvimento com a polícia carioca. Assim, no dia 14 de fevereiro, na sede dos Gráficos, houve um encontro para o esclarecimento da denúncia. Logo no início das atividades, a luz foi apagada e, após disparos efetuados por membros da assistência, 10 trabalhadores foram feridos e dois vieram a falecer, entre eles, o gráfico José Leite e o sapateiro anarquista Antônio Dominguez. Os disparos teriam sido de autoria dos comunistas Pedro Bastos e Eusébio Manjon. A morte de Dominguez agravou as relações entre os anarquistas e comunistas.
No Rio Grande do Sul, ao contrário do Rio de Janeiro e São Paulo, a presença dos comunistas não era determinante e as perseguições aos anarquistas não foram tão intensas. Desse modo, o Rio Grande do Sul tornou-se um foco de resistência anarquista ao final da Primeira República, mantendo as tradições organizativas de caráter libertário e viabilizando publicações e centros de propaganda doutrinária. Em janeiro de 1930, foi realizado no estado um Congresso Anarquista Regional.

### Escolas e manifestações culturais
Uma vasta gama de manifestações culturais e associativas da classe operária revelou-se durante a Primeira República. Associações dançantes, carnavalescas, musicais e esportivas pulularam, bem como escolas e centros de estudos sociais. Com o objetivo de propagar seus ideais e reafirmar sua identidade libertária, os anarquistas envolveram-se em uma série de formas de ação que tinham na cultura, na educação e no lazer os principais instrumentos de propaganda doutrinária. Desse modo, muitas dessas expressões culturais operárias da Primeira República estiveram estreitamente relacionadas com as propostas de emancipação social e intelectual defendidas pelos anarquistas. Inclusive, alguns militantes libertários, como Oreste Ristori e Maria Lacerda de Moura, que condenavam o sindicalismo por enxergar nele um caráter reformista, dedicaram sua atuação essencialmente em iniciativas no campo da propaganda e da educação. A própria COB, por sua vez, recomendava a criação de centros educacionais e escolas racionalistas como parte significativa do trabalho pela revolução social.

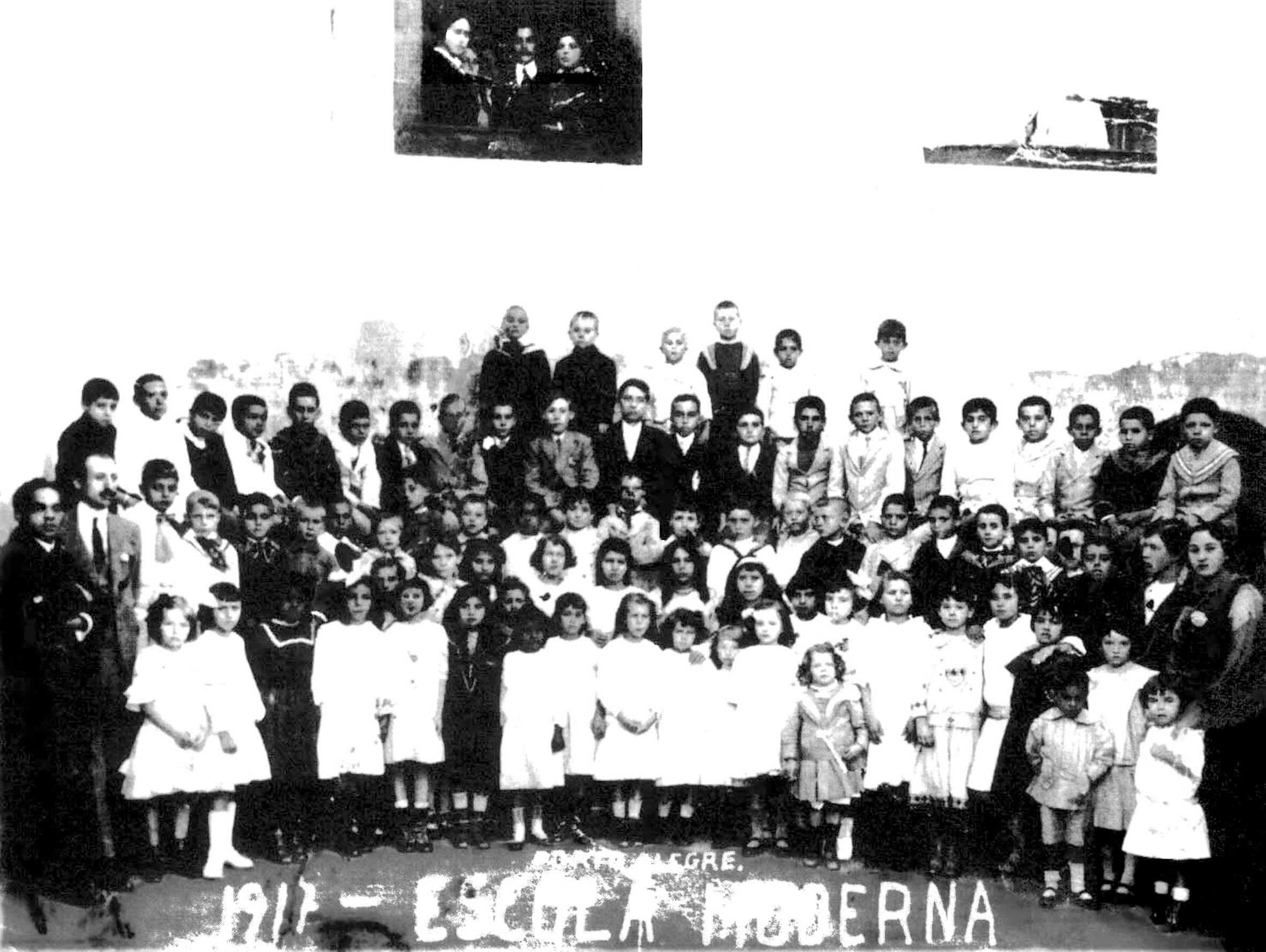
Professores e alunos da Escola Moderna de Porto Alegre em 1917. À esquerda, encontram-se Zenon de Almeida e Djalma Fetterman, e à direita, as irmãs Espertirina e Eulina Martins.

As primeiras escolas libertárias surgiram para atender às necessidades dos trabalhadores no campo da educação. A influência da pedagogia racionalista de Francisco Ferrer y Guardia foi determinante nas iniciativas educacionais promovidas pelos anarquistas nesse período, apontando aquilo que consideram "os efeitos negativos de uma educação controladora e disciplinadora, por criar indivíduos submissos, sem iniciativa, sem autonomia", e propunham, ao invés disso, uma educação com objetos, princípios e métodos novos, que buscasse estimular a originalidade, a iniciativa, a responsabilidade e a autonomia. Inúmeras Escolas Modernas existiram durante a Primeira República, como a Escola 1º de Maio, fundada em 1908 e dirigida por Pedro Matera no Rio de Janeiro; a Escola Eliseu Réclus, fundada em 1906 em Porto Alegre e dirigida por Djalma Fettermann; a Escola Nova, fundada em 1909 em São Paulo; entre outras. A maioria das escolas eram mantidas pelos operários e o regime de disciplinas obedecia prioridades estabelecidas para se alcançar a independência intelectual e a capacidade de organização individual e coletiva. As mulheres anarquistas, por sua vez, formaram diversos grupos de educação feminina livres da influência religiosa presente na educação para mulheres naquele período, criando salões de leitura e salas de alfabetização, como o Centro Feminino de Educação, fundado em 1920 por Isabel Cerruti. Na mesma linha das Escolas Modernas estavam os Centros de Estudos Sociais, destinados à difusão de palestras e do ensino compartilhado entre os sócios. Tais centros eram mais simples de serem implantados do que as Escolas Modernas, bastando para isso a locação ou cessão de uma sala e a contratação ou convite de um palestrante.
Outra expressão visível da cultura operária nesse período foi a imprensa militante, que tornou-se o principal instrumento de propaganda e debate. O jornal era visto como um importante meio de informação, conscientização e mobilização, e o receptor não era considerado um elemento passivo, mas alguém que tinha interesses comuns e estava inserido nos mesmos espaços de organização e militância. Desse modo, os periódicos recebiam farto material sobre o movimento operário e notícias afins, composto de relatórios dos sindicatos, cartas pessoais, denúncias, entre outros. A imprensa operária e anarquista, entretanto, não conseguiu encontrar uma certa regularidade na sua distribuição; mais de uma vez os jornais desapareciam de circulação. Alguns nunca tornaram a aparecer, outros, como A Plebe, tiveram duração mais longeva, porém circulavam com grandes intervalos. Essa vida irregular devia-se principalmente às dificuldades financeiras e a perseguição por parte da repressão. A periodicidade dos jornais anarquistas e operários também era determinada pelos acontecimentos; jornais semanais poderiam passar a circular diariamente, mantendo a numeração regular e o mesmo cabeçalho. Isso ocorria especialmente em momentos de agitação grevista. Também destacava-se a ausência de publicidade e, em certos momentos, recomendações de boicote, geralmente quando a empresa responsável pelos produtos boicotados encontrava-se em litígio com seus trabalhadores. Frequentemente, as sedes das associações ou mesmo as redações dos jornais proporcionavam o acesso gratuito tanto à imprensa periódica como a livros e panfletos nas chamadas "mesas de leitura". A prática de criar bibliotecas e salas de leitura, que será uma constante no movimento operário da Primeira República, tinha sido uma recomendação do Congresso Operário de 1906, na expectativa de que a disponibilidade dessa literatura contribuísse para agregar os operários ao movimento.
Juntamente com a imprensa militante, o teatro operário era visto como um importante meio de propagação das ideias libertárias. Nesse sentido, foram formados diversos grupos teatrais amadores, que encenavam peças de cunho político-social, como Primo Maggio de Pietro Gori e A Greve dos Inquilinos de Neno Vasco. As sociedades operárias também desenvolveram um calendário de celebrações e solenidades, que se tornou elemento essencial da cultura militante. Faziam parte desse calendário datas como o aniversário de fundação de cada sociedade; o 14 de Julho, celebrando a queda da Bastilha e a Revolução Francesa; o 13 de Outubro, aniversário do fuzilamento de Francisco Ferrer; e o 1º de maio, considerada a data mais importante, indissociável da luta pela jornada de oito horas de trabalho. Nessas ocasiões eram realizadas, nas sedes das associações ou em salões alugados, conferências de propaganda, geralmente com um orador convidado a falar sobre a data ou algum tema afim. Excetuando-se o 1º de maio, que logo adquiriu uma dimensão pública, houve um predomínio de celebrações em locais fechados até o final da década de 1910. Na segunda metade da década de 1910, passou a ser comum a organização de atividades lúdicas e festivais, realizados ao ar livre, em locais como parques, e incluindo na programação atrações diversas, como a encenação de peças de teatro, saraus, bailes e piqueniques. Geralmente, essas atividades eram organizadas como uma forma de levantar fundos para a imprensa ou para as organizações operárias.
O envolvimento de intelectuais com o movimento operário foi significativo no Brasil. Escritores como Elísio de Carvalho, Fábio Luz, Curvelo de Mendonça, Avelino Fóscolo e Lima Barreto tiveram envolvimento com o anarquismo, e escreveram obras cujo foco era a questão social. Notórios militantes anarquistas também se destacaram enquanto intelectuais, como José Oiticica, filólogo e professor do Colégio Pedro II e Neno Vasco, formado em direito pela Universidade de Coimbra.

## Era Vargas (1930-1945)
A atitude dos anarquistas frente a Revolução de 1930 apresentou-se inicialmente como uma reação de indiferença. Devido ao caráter político-partidário do movimento, os anarquistas, que se afirmavam como apolíticos, viam nele uma simples troca de governantes que não afetaria a condição operária. Havia, porém, certa ambiguidade quando, acompanhando parcelas da população, apoiavam com entusiasmo a mudança social ao mesmo tempo em que rejeitavam um apoio militante, como foi avaliado pelo jornal O Trabalhador, órgão da FOSP:
O povo, embora não acreditando nas promessas que lhe fizeram os revolucionários, não por isso deixou de admirar com simpatia a queda da oligarquia, pelo simples fato de que esta queda tinha sido disputada, com sangue nos campos de batalha.
Edgard Leuenroth afirmou que os anarquistas tiveram certa participação no movimento revolucionário de 1930, realizando reuniões e lançando manifestos aos revolucionários e à população. O próprio Leuenroth publicou, com a ajuda de um tenente revolucionário, um jornal clandestino intitulado A Liberdade. Após a revolução da Aliança Liberal, o movimento operário declarou uma série de greves em São Paulo, iniciadas pelos tecelões, que foram seguidos de várias outras categorias, reivindicando a reposição de descontos salariais impostos por causa da crise econômica. As greves, que se estenderam pelos meses de novembro e dezembro, revelaram uma expectativa de resolução imediata da situação em que se encontrava o operariado por parte do novo governo que se instalou.
Organizações para a aglutinação dos trabalhadores foram formadas na primeira quinzena de 1930, como o Comitê Provisório de Reorganização Sindical em São Paulo. Everardo Dias relatou, em suas memórias, o surpreendente afluxo de operários à reunião do comitê, havendo, num primeiro momento, a intenção de se evitar divergências ideológicas, reunindo anarquistas, comunistas e reformistas. No entanto, as divergências logo reapareceram, de modo que os anarquistas fundaram, em 16 de novembro de 1930, o Comitê Operário de Organização Sindical, visando a reativação da antiga FOSP. A consolidação da FOSP ocorreu através da 3ª Conferência Operária Estadual, entre 13 e 15 de março de 1931, com a participação de 18 sindicatos, sendo 10 da capital e 8 do interior paulista. Todas as associações participantes encontravam-se sob influência anarquista, com exceção da União dos Trabalhadores Gráficos de São Paulo (UGT), então dirigida por trotskistas. Sob influência do tecelão José Righetti, ex-anarquista convertido ao tenentismo, a União dos Operários em Fábricas de Tecidos (UOFT) e a Liga Operária da Construção Civil (LOCC) recusaram-se a participar da FOSP. Os tecelões, sendo a categoria mais numerosa na época, eram constantemente assediados pela propaganda anarquista através de boletins. A LOCC viria a aderir a FOSP posteriormente.
O governo de Getúlio Vargas logo lançou uma legislação trabalhista, procurando atrair o apoio do operariado, e criou o Ministério do Trabalho, Indústria e Comércio, responsável por fazer cumprir a legislação trabalhista e por arregimentar a sindicalização oficial. Em março de 1931, foi lançada uma lei de sindicalização, que estabelecia o reconhecimento oficial de apenas um sindicato por categoria e proibiu a propaganda política e religiosa no interior dos sindicatos. Ao mesmo tempo, a repressão à imprensa e às manifestações operárias ainda eram correntes. Alegou-se, no Rio de Janeiro, a explosão de uma bomba no edifício da Polícia Central e, em São Paulo, um levante de jovens oficiais da Força Pública para impedir os comícios do 1º de maio em 1931. Também foram constantes perseguições aos periódicos anarquistas A Lanterna e A Plebe. Assim, paralelamente à recém-lançada legislação trabalhista, o Estado mantinha sua prática de controle e repressão para enfraquecer os grupos dissidentes, essencialmente anarquistas e comunistas.
Além da atuação nos sindicatos, os anarquistas continuaram a empreender iniciativas culturais e no campo da educação. Em 1933, foi fundado o Centro de Cultura Social de São Paulo (CCS) em São Paulo, na pretensão de constituir um espaço para a promoção de debates e discussões. Também em São Paulo, em 1934, foi refundada a Escola Moderna e foram promovidas, pelos anarquistas, aulas noturnas nos sindicatos. Em outras localidades, como Belém do Pará, instalou-se a Escola Racional Francisco Ferrer e, em Garanhuns, Pernambuco, surgiu uma escola noturna no Sindicato da Construção Civil, baseada nos ensinamentos racionalistas.

### Combate ao integralismo
Durante a década de 1930, uma das principais preocupações dos anarquistas nesse período foi a ascensão do fascismo — no Brasil, representado pela Ação Integralista Brasileira (AIB), fundada em 1932 —, e consequentemente, a tentativa de criar meios para promover a resistência antifascista. Embora tivessem pouca expressão na comunidade antifascista italiana, onde predominavam as posições socialistas, os anarquistas desenvolveram uma série de atividades de caráter antifascista, como comícios, reuniões e atos públicos.
As primeiras atividades antifascistas noticiadas em que os anarquistas tomaram parte datam de 1932. No geral, foram reuniões promovidas por grupos anarquistas ou socialistas, quase sempre em memória de Giacomo Matteotti ou de Errico Malatesta, que foram destacadas personalidades do antifascismo italiano. No dia 19 de dezembro de 1932, Edgard Leuenroth e Maria Lacerda de Moura discursaram em uma reunião realizada por um grupo socialista italiano em memória de Matteotti e em prol da sua esposa e dos seus filhos, que estavam sendo impedidos de sair da Itália.
A partir de 1933, período marcado pela primeira marcha integralista realizada em São Paulo e também pelo surgimento da Frente Única Antifascista (FUA) e do Comitê Antiguerreiro, os anarquistas intensificaram suas atividades em torno do antifascismo. Durante o mês de junho de 1933, os anarquistas passaram a veicular, por meio dos seus periódicos, uma série de notícias acerca da organização antifascista que começava a ganhar fôlego em São Paulo. Uma das primeiras iniciativas de alguns libertários foi a criação de um Comitê Antifascista, que passou a publicar uma série de manifestos na imprensa anarquista e também promoveu algumas reuniões. O Comitê Antifascista, tendo a sua frente os anarquistas de São Paulo, foi criado no dia 22 de junho de 1933, por meio de uma assembleia no Salão Celso Garcia, que contou com Edgard Leuenroth e José Oiticica como principais oradores. No entanto, esse comitê não sobreviveu por muito tempo, permanecendo ativo somente por alguns meses. Após a dissolução do Comitê Antifascista, coube ao CCS a organização de comícios e conferências antifascistas.
Os anarquistas foram convidados pelos trotskistas a participar de reuniões com outros grupos de esquerda, para buscarem estabelecer uma ação conjunta na luta antifascista; mas acabaram por se opor a qualquer possibilidade de atuarem de forma regular na FUA, iniciativa impulsionada pela Liga Comunista (LC). Os anarquistas estiveram presentes na reunião de fundação da FUA, defendendo uma frente de luta que fosse formada por meio da união de todos os indivíduos antifascistas e, “sob as bases da mais ampla e completa autonomia das facções, princípios e doutrinas que subdivide os homens em clubes, legiões, partidos e dissidências”. As outras organizações que compunham a FUA, por sua vez, defenderam a ideia de uma frente única que congregasse os vários partidos e sindicatos de esquerda, ao invés de indivíduos antifascistas isolados. Para os anarquistas, isso foi visto como uma incongruência, na medida em que boa parte dessas organizações era muito pouco expressiva. Apesar disso, os libertários mantiveram contatos e diversas vezes se articularam com a FUA, o que não aconteceu em relação ao Comitê Antiguerreiro, liderado pelo PCB.

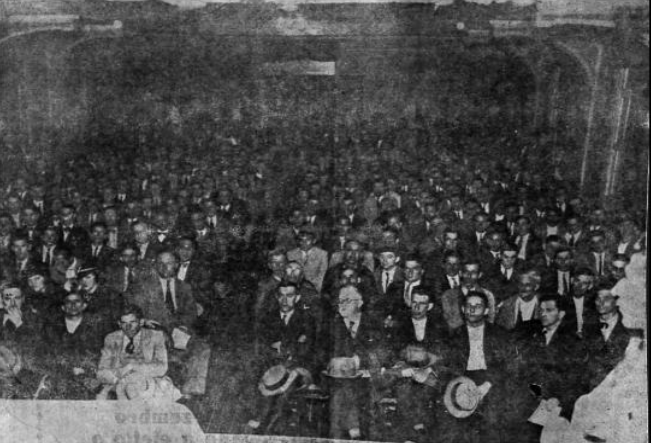
Conferência anti-integralista realizada em 14 de novembro de 1933, no salão da União das Classes Laboriosas.

No dia 14 de novembro de 1933, os anarquistas, através do CCS, articularam uma conferência anti-integralista, que contou com a participação de representantes de diversas correntes políticas da esquerda, como socialista Carmelo Crispino, o anarquista Hermínio Marcos e um representante do jornal O Homem Livre, órgão de imprensa da FUA. O evento, realizado no salão da União das Classes Laboriosas, reuniu um grande público composto por homens e mulheres pertencentes às mais diversas correntes ideológicas, mas que ali estavam agrupados pelo mesmo ideal de dar combate ao integralismo. Em meio à conferência aparecerem alguns integralistas a fim de tumultuá-la, no entanto, ao perceberem a quantidade de elementos antifascistas que ali se encontravam, retiraram-se e começaram a procurar reforços nas mediações, sendo repelidos por um grupo de trabalhadores.

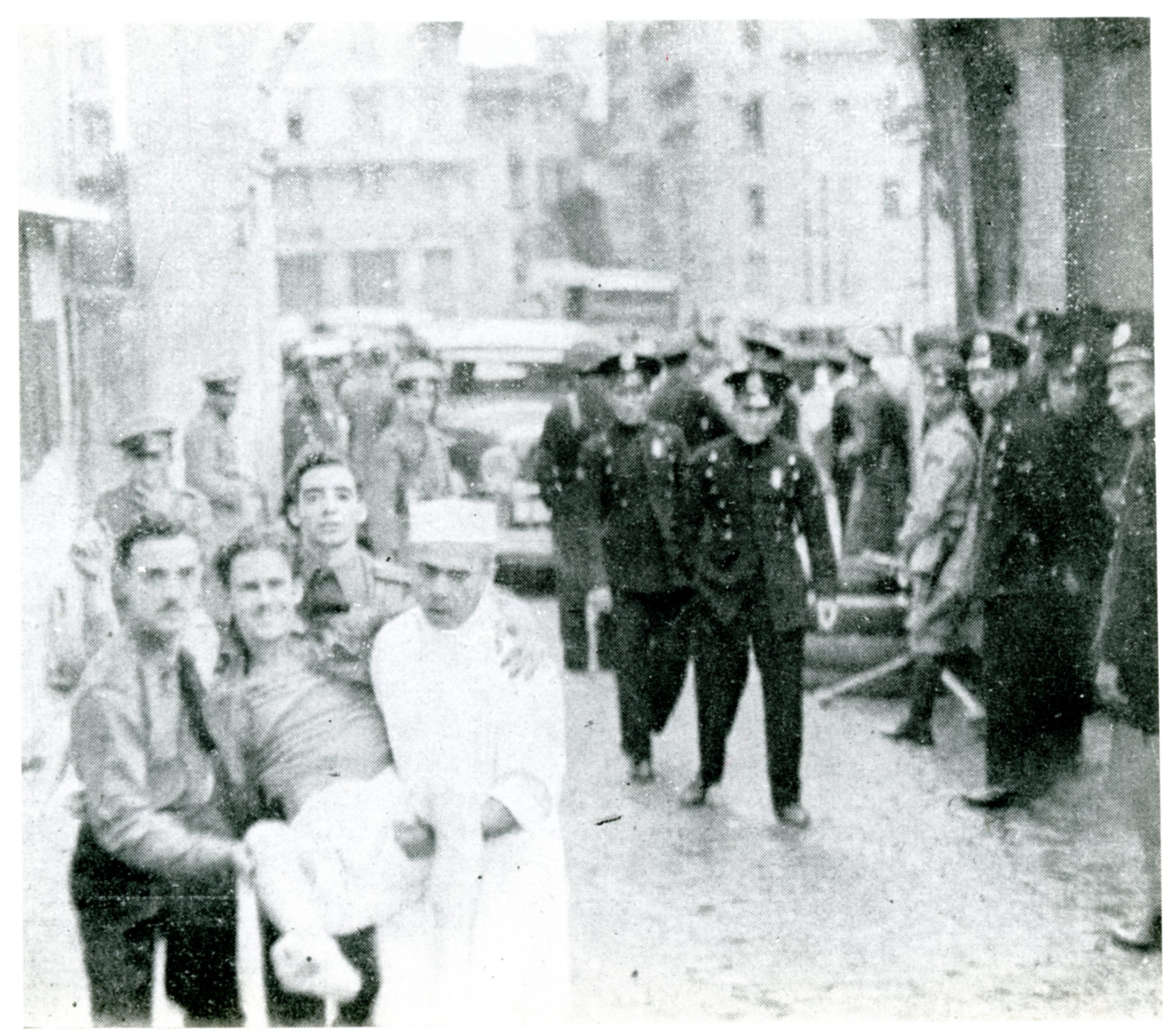
Integralista ferido durante a Batalha da Praça da Sé, carregado por companheiros.

Em 1934, os conflitos entre integralistas e antifascistas se intensificaram, culminando, no dia 7 de outubro, na Batalha da Praça da Sé. Nesse dia, a AIB pretendia realizar na Praça da Sé um ato público em homenagem ao segundo aniversário do Manifesto Integralista, mas as forças antifascistas da capital logo se mobilizaram para, em conjunto, impedir o evento. A frente que organizada para pôr termo ao comício integralista era bastante diversa em tendências ideológicas, agregando anarquistas, socialistas, trotskistas, comunistas e tenentistas de esquerda. Os anarquistas exerceram um papel fundamental na organização do movimento, cedendo a sede da FOSP para algumas reuniões, que contaram com a participação ativa de militantes notórios como Edgard Leuenroth, Juan Perez Bouzas, Pedro Catalo e Jaime Cubero. Durante o confronto, os anarquistas bateram-se violentamente contra os integralistas e a polícia. O conflito terminou com a debandada geral dos integralistas, que abandonaram suas camisas verdes pelas ruas do centro de São Paulo, para evitar mais agressões.
Em decorrência da violenta luta entre antifascistas e integralistas, os anarquistas e os outros grupos de esquerda que tomaram parte no combate foram alvos de intensa perseguição. A polícia encarcerou vários militantes libertários e a própria sede da FOSP foi invadida e lacrada pelas autoridades. Os anarquistas, subsequentemente, trataram de reorganizar a FOSP e buscar formas de auxiliar os militantes que foram presos em decorrência da luta antifascista, chegando a criar o Comitê Pró-Presos Sociais, que realizou algumas atividades festivas voltadas a arrecadar fundos de auxílios aos companheiros encarcerados e aos seus familiares.
Em março de 1935, alguns setores tenentistas de esquerda e grupos políticos ligados aos comunistas e socialistas fundaram a Aliança Nacional Libertadora (ANL). O programa político da ANL, voltado a combater o latifúndio, o imperialismo e em defesa das liberdades, somado à luta que as suas seções em todo o país estavam desenvolvendo contra os integralistas, recebeu a admiração dos anarquistas. No entanto, em julho de 1935, a ANL convidou as diversas organizações antifascistas e operárias a participarem de um comício anti-integralista que iria ocorrer em São Paulo. Os anarquistas de A Plebe recusaram o convite e explicaram que, embora vissem de forma positiva a luta da ANL, não podiam compactuar com essa organização, pois, por uma questão de coerência com os princípios libertários, nunca assumiriam compromissos com uma organização política, mesmo que de forma eventual. A mesma posição foi apresentada pela FOSP, que relatou que os seus princípios antipolíticos a impediam de firmar qualquer espécie de compromisso com a ANL ou com qualquer outra organização política. De modo geral, os anarquistas deram apoio à ANL, mas não adesões, pois, mesmo existindo alguns pontos de contato ideológico entre os anarquistas e os aliancistas, havia a desconfiança com relação à presença de Luís Carlos Prestes, aclamado como presidente de honra da ANL, bem como o receio de que, com o tempo, essa organização pudesse vir a buscar o poder político institucional. Mesmo não ocorrendo a adesão, os anarquistas demonstraram solidariedade para com a ANL quando esta foi posta na ilegalidade pelo governo Vargas, em julho de 1935, e as suas seções e os militantes foram amplamente reprimidos.
A luta antifascista desenvolvida pelos anarquistas foi desarticulada após novembro de 1935. A Intentona Comunista foi usada como um pretexto pelo governo para iniciar uma ampla repressão contra as esquerdas, sendo que comunistas, democratas e opositores ao governo Vargas em geral foram violentamente reprimidos. Os anarquistas, mesmo não tendo participado dos levantes, não foram poupados da repressão; muitos militantes, como Leuenroth e Rodolpho Felippe, foram presos, os jornais libertários foram empastelados e vários sindicatos vinculados à FOSP tiveram as suas sedes invadidas e fechadas pelas forças policiais.

### Crise do sindicalismo revolucionário
Apesar dos desfalques advindos da repressão policial e dos expurgos internos que o partido realizou, redirecionando-se para uma política obreirista que privilegiava os dirigentes operários, o PCB organizou, em São Paulo, uma Conferência Sindical e uma Conferência Regional, em novembro de 1931. Nessas conferências, foi aprovada a tese proposta por Leôncio Basbaum que direcionava a atuação do partido aos sindicatos existentes, mesmo que oficiais, ao invés de criar novos sindicatos, o que viria a intensificar os atritos com os anarquistas. Os sindicatos oficiais expandiram-se, provocando a concorrência e o esvaziamento dos sindicatos independentes, principalmente no Rio de Janeiro, onde várias categorias apressaram-se em requerer a carta de seu reconhecimento logo no início de 1931. Entre os operários da construção civil e sapateiros, os sindicatos reconhecidos disputaram o espaço com os anarquistas. De modo oposto, em São Paulo, a aversão à oficialização foi demonstrada ao Ministro do Trabalho, Lindolfo Collor, através de protestos e vaias em reunião com os trabalhadores comunistas e anarquistas no Salão das Classes Laboriosas em 1931. Os anarquistas que militavam na FOSP identificaram o projeto corporativista brasileiro com o de outros regimes autoritários, denunciando a criação do Ministério do Trabalho como uma estratégia fascista, e denunciaram constantemente suas debilidades, ao mesmo tempo em que incitavam os trabalhadores a conquistar, por meio da ação direta, os seus direitos sociais que eram garantidos pela legislação trabalhista, mas que na prática não eram cumpridos.
Em 1931, apenas dois sindicatos pediram oficialização em São Paulo, o dos bancários, na capital, e o dos trabalhadores da Companhia Docas, em Santos, enquanto que, no Distrito Federal, 21 sindicatos foram reconhecidos. Somente em 1933 é que ocorreu uma expressiva adesão à oficialização em São Paulo, atingindo o número de 52 sindicatos. No entanto, percebia-se uma certa artificialidade nessas adesões, visto que a quantidade de sindicatos oficializados não significava necessariamente o seu controle pelo Estado. Em várias categorias, as oficializações se efetivavam através de associações sem representatividade. Havia sindicatos em São Paulo com cerca de 50 sócios, como ocorreu com o dos chapeleiros e dos trabalhadores em frigoríficos em 1932, e o dos sapateiros e dos ferroviários da São Paulo Railway, em 1933. Nessas categorias, existiam sindicatos independentes de orientação anarquista, sendo que os comunistas atuavam na última, com intensas atividades reivindicativas.
Inicialmente, os sindicatos independentes mantiveram-se bastante ativos no movimento operário. Em maio de 1932, ocorreram greves de vários setores sindicais, constituindo-se um Comitê de Greve que reunia anarquistas, comunistas, trotskistas e reformistas, união que a FOSP não conseguiu obter ao conclamar a greve geral contra as Carteiras Profissionais. Com a Revolução Constitucionalista de 1932, ficaram paralisadas as atividades sindicais de julho a setembro, havendo, entretanto, controvérsias a respeito da posição dos trabalhadores frente ao movimento centralizado em São Paulo. Segundo Florentino de Carvalho, parte do movimento operário teria apoiado e participado do movimento, mas uma parte considerável permaneceu indiferente, devido à opção política anarquista.
Em 1934, o governo determinou que os trabalhadores, para auferirem os benefícios da legislação trabalhista, deveriam filiar-se aos sindicatos oficiais. Os anarquistas procuraram inviabilizar o projeto, que consideravam corporativo e fascista. A defesa da autonomia sindical foi realizada de modo intransigente pelos libertários, que preferiam fechar seus sindicatos a ceder à ingerência do Estado. Apesar da persistência dos anarquistas em manter os sindicatos independentes, várias associações optaram pela via oficial, como ocorreu com a UTG paulista, liderada pelos trotskistas. O principal fator que motivou a mudança de rumo foi o condicionamento do gozo das férias ao trabalhador associado a sindicato reconhecido. No Rio Grande do Sul, em junho de 1934, o PCB obteve a direção da FORGS, que havia sido reorganizada pelos anarquistas em agosto do ano anterior, e também constituíram a Liga Eleitoral Proletária e o Comitê Antiguerreiro e Antifascista. Com essas organizações, o PCB, que há anos tentava criar bases no Rio Grande do Sul, conseguiu romper a resistência anarquista que já estava enfraquecida em virtude das disputas com as organizações oficiais. Foi através do apelo eleitoral e da união contra o fascismo que os comunistas conseguiram oferecer canais novos de participação aos trabalhadores, questionando a limitação dos anarquistas nesse sentido. Também a Federação Operária do Paraná (FOP), até então sob influência anarquista, aderiu ao reconhecimento oficial em 1934.
Houve uma tentativa por parte dos libertários paulistas de reorganizar a antiga COB, contando com o apoio de sindicatos independentes da capital e do interior de São Paulo, da União dos Operários em Construção Civil de Recife, da Federação dos Núcleos Proletários Antipolíticos de Porto Alegre e do Sindicato Único dos Alfaiates de Uruguaiana. O comitê pró-COB realizou reuniões aprovando seus estatutos, porém não houve mais notícias a seu respeito após agosto de 1934. A FOSP, último bastião do sindicalismo revolucionário, encerrou definitivamente suas atividades em novembro de 1937, sendo o prédio de sua sede lacrado pela polícia. Alguns sindicatos de tendência anarquista apresentaram um breve retorno em 1937, antes da instituição do Estado Novo, entre eles a União dos Artífices em Calçados, a Liga dos Operários em Construção Civil e o Sindicato dos Manipuladores de Pão. Os padeiros continuaram suas atividades, mantendo seus estatutos libertários e sua prática da ação direta na negociação com os proprietários de padarias. Realizaram greves em 1936 e 1937 e mantiveram a publicação de seu jornal nesse período. Sob estrita vigilância, seriam pressionados em 1940 a abrir mão da utilização do título de "sindicato", prerrogativa exclusiva das associações oficiais.
A crise do sindicalismo revolucionário representou uma crise do próprio anarquismo, agora sem espaços de inserção social. Os métodos de ação direta pareciam mais adequados quando não havia a mediação de aparelhos institucionais para a resolução dos conflitos entre capital e trabalho. Além disso, a intensificação da repressão policial, especialmente após a Intentona Comunista e com a proclamação do Estado Novo; o questionamento dos métodos de ação direta diante da disciplina e centralização do PCB; e a falta de uma organização política própria, para levar adiante seus objetivos programáticos, resultaram no declínio do anarquismo no Brasil.

## Período populista (1945-1964)
Com o fim do Estado Novo em 1945 e a posterior democratização do país, os anarquistas acreditavam que aquele seria o momento para uma articulação mais orgânica, formando organizações políticas específicas e fundando novos periódicos, numa tentativa de imprimir uma maior participação na vida política brasileira. O primeiro jornal anarquista a sair depois do Estado Novo foi Remodelações, lançado no Rio de Janeiro e coordenado pelos anarquistas Moacir Caminha e Maria Iêda. Seu primeiro número saiu no dia 10 de outubro de 1945, poucos dias após o fim da ditadura de Getúlio Vargas, e circulou semanalmente até 1947. Com o reaparecimento de Ação Direta em 1946, também no Rio, os anarquistas cariocas passaram a concentrar seus esforços na organização de apenas um periódico. Em São Paulo, os anarquistas irão retomar a publicação de A Plebe em 1947. A imprensa anarquista serviu, nesse momento, como um elemento agregador e dinamizador para uma rearticulação dos militantes dispersos. As dificuldades financeiras farão com que A Plebe encerre suas atividades 1951 e, em 1960, Ação Direta foi substituído pelo jornal O Libertário, cuja edição fora motivada pela “necessidade imperiosa de manter sempre vivas as relações entre os militantes libertários”, frente ao fim das publicações anteriores e da ausência de uma maior organicidade.
A noção de que a formação de uma organização nacional viabilizaria o desenvolvimento de suas ações políticas era compartilhada por militantes de diferentes cidades e fazia parte de uma reflexão que vinha desde décadas anteriores, e foi motivada principalmente pela realização de um congresso anarquista internacional na França em 1946, no qual questões relativas à organização anarquista foram muito debatidas. Os anarquistas brasileiros desejavam superar a experiência da Primeira República, sua atuação focou-se excessivamente no meio sindical, acreditando, nesse momento, que organizados em instâncias específicas, poderiam incidir de maneira mais coordenada nos movimentos sociais e sem perder de vista seus objetivos finalistas. Entre as organizações anarquistas criadas no período, figuram a União Anarquista do Rio de Janeiro (UARJ), União Anarquista de São Paulo (UASP) e o agrupamento Os Ácratas de Porto Alegre. Logo os militantes trataram de organizar um congresso para rearticular o anarquismo brasileiro, que foi realizado em dezembro de 1948 e traçou os objetivos e estratégias a serem seguidos pelos anarquistas naquele momento. Apesar do papel fundamental de velhos militantes como Edgard Leuenroth e José Oiticica na rearticulação do movimento anarquista, destacou-se a presença de novos militantes, como Adélcio Coppeli e Ideal Peres, que se organizavam na União da Juventude Libertária Brasileira e, posteriormente, na Juventude Anarquista do Rio de Janeiro (JARJ). A dificuldade de reinserção dos anarquistas nos movimentos sociais contribuiu para dificultar a sobrevivência de suas organizações específicas, que ao longo das décadas de 1950 e 1960 foram desaparecendo.

### Congressos anarquistas
Entre 1945 e 1964 os anarquistas brasileiros realizaram quatro congressos, em 1948, 1953, 1959 e 1963, respectivamente. Se por um lado, cada encontro esteve inserido em conjunturas específicas, houve uma preocupação permanente em tentar consolidar um campo político com propostas coerentes, no qual a preocupação com consolidação de uma organização política própria e a opção pela atuação sindical, conjuntamente com a realização de ações culturais, foram constantes. Além disso, os anarquistas brasileiros enviaram delegados ao Congresso Anarquista Internacional da França em 1946, ao Congresso da Federación Obrera Regional Argentina (FORA) de 1948 e à Conferência Anarquista Americana de 1957. De modo geral, os congressos permitiram traçar linhas políticas e formas de ação para os militantes anarquistas, garantindo uma ação mais coordenada e reforçando uma instância política em comum.
A ideia de organizar um Congresso Anarquista foi motivada pela participação no Congresso Anarquista Internacional da França em 1946 e no Congresso da FORA em 1948. No mesmo ano, os militantes trocaram correspondências com companheiros ao redor do Brasil. O chamado ao congresso anarquista nacional foi facilitado pela publicação dos jornais Remodelações, Ação Direta e A Plebe, e no final de 1948, os anarquistas brasileiros já tinham enviado informes e circulares para diversos estados onde havia presença militante. Baseado nas informações circuladas e nos grupos e militantes que constituíam a UARJ e a UASP elaboraram o temário do Congresso Anarquista de 1948. O congresso foi realizado do dia 17 ao dia 19 de dezembro de 1948, coincidindo com as férias escolares, o que facilitava a participação de muitos militantes que eram estudantes ou professores. O congresso ocorreu no espaço Nossa Chácara, um sítio cujo terreno original pertenceu ao advogado e anarquista Benjamim Mota. O terreno fora passado a Edgard Leuenroth, que cedeu o espaço para utilização comum dos anarquistas entre 1939 e 1942. Além de debates em torno de reafirmar as bases ideológicas do anarquismo, no congresso também foram discutidas as relações com outros elementos políticos, a solidariedade com os exilados políticos da Espanha e Portugal, e as estratégias que deveriam ser adotas pelos anarquistas naquele momento. A percepção geral era a de que os anarquistas precisavam organizar-se de maneira mais eficiente para intervir adequadamente como força política, tendo como objetivo a fundação de uma organização nacional, constituída de modo federativo, de baixo para cima. Em relação às suas práticas políticas, os anarquistas deliberaram por prosseguir no trabalho dentro dos sindicatos, retomando elementos mais gerais do sindicalismo revolucionário. Outro tema discutido foi a questão da propaganda, e recomendou-se a criação de centros culturais, colônias recreativas, grupos teatrais e editoras dedicadas à temática libertária.
Cinco anos depois, em 1953, os militantes da UARJ articularam um novo congresso, que ficara marcado para os dias 9, 10 e 11 de janeiro. Uma circular enviada para diferentes militantes ao redor do Brasil apresentava a “necessidade de ativarmos mais nossa ação” e “tudo o mais que se refira a medidas práticas para imprimir maior impulso ao nosso movimento”. O congresso foi realizado na Urca, no Rio de Janeiro, e foram debatidas questões como a organização, campanhas a desenvolver e propaganda, servindo como um balanço das atividades anarquistas realizadas entre os dois congressos. Destacou-se como ponto positivo a articulação internacional da imprensa anarquista e a penetração com os “companheiros da Rio Light” e no “sindicato dos carris”. A reunião também apontou as atividades da UARJ e de formação e debates internos, encabeçada por Ideal Peres. Os informes de São Paulo ressaltam as atividades do Centro de Cultura Social de São Paulo, da Nossa Chácara e seu grupo de teatro, e sublinham a participação de um grupo de anarquistas no sindicato dos sapateiros. Deliberou-se continuar com a publicação de Ação Direta, de maneira rotativa, e não foi apontado o reaparecimento de A Plebe. O encontro também contou com a proposta de formação dentro da UARJ de uma iniciativa cooperativista, para atrair aderentes entre os operários.
Os congressos de 1959 e 1963, por sua vez, demonstram um grau de organicidade menor. No congresso de 1959, foram discutidas iniciativas como os centros culturais (em especial o Centro de Cultura Social de São Paulo e o Centro de Estudos Professor José Oiticica), os grupos teatrais, o espaço Nossa Chácara e a publicação da imprensa anarquista e de livros libertários. Esta conferência também chamou atenção para iniciativas referentes às organizações comunitárias, dando um peso maior para as iniciativas culturais. Já em 1963, os militantes irão discutir a situação de O Libertário, o único jornal anarquista em circulação naquele momento, propondo esforços para uma maior divulgação do mesmo, e também criação de uma comunidade agrícola, nos moldes do kibutz, utilizando o espaço Nossa Chácara. Uma estratégia encaminhada pelo encontro anterior e que fora retomada era a da criação de centros de cultura em todo o país, reafirmando o foco nas iniciativas de cunho cultural, indicando que os anarquistas avaliavam que a ação sindical naquele momento não produzira os frutos esperados, e que a mobilização de energia na abertura e consolidação de um novo vetor social era o mais adequado a se fazer.

### Práticas sindicais, culturais e de solidariedade
O Congresso Anarquista de 1948 havia salientando a necessidade dos militantes libertários ingressarem nos sindicatos de suas respectivas profissões, procurando intervir na vida orgânica dos mesmos e formando grupos de defesa ou resistência sindical, com base nos princípios do sindicalismo revolucionário. Na imprensa anarquista, eram comuns duras críticas à estrutura corporativista e ao que chamavam de "sindicalismo pelego", ao mesmo tempo em que havia um incentivo às lutas sindicais de base, acreditando que, através delas, seria possível um novo despertar do sindicalismo revolucionário. Houve uma preocupação em divulgar as concepções anarquistas ao operariado, especialmente através da imprensa. O jornal Ação Direta foi distribuído no Rio de Janeiro em locais onde havia uma grande afluência de trabalhadores, em bancas em frente à fábricas, pontos de bondes ou de lotações. Em meio à efervescência grevista no processo de democratização, os anarquistas, ainda no ano de 1946, tentaram formar grupos de oposição sindical, como a União Proletária Sindical de São Paulo, de vida efêmera. Investidas mais concretas se deram em 1951, com a constituição do Grupo de Orientação Sindical dos Trabalhadores da Light no Rio de Janeiro, que editou um jornal específico para as questões sindicais da categoria, chamado UNIR, e em 1953, com a constituição do Movimento de Orientação Sindical (MOS) em São Paulo, que contou com a participação de anarquistas, socialistas independentes, sindicalistas e “militantes de várias categorias profissionais”, especialmente no setor dos trabalhadores gráficos. O MOS chegou a editar, em 1958 o jornal Ação Sindical, e no mesmo ano lançou sem sucesso uma chapa de oposição no interior dos sindicato dos gráficos, defendendo a neutralidade política, a autonomia sindical e os métodos de ação direta. De maneira mais isolada, o militante carioca Serafim Porto foi bastante ativo entre os professores do Rio de Janeiro e Edgard Leuenroth integrou diversos congressos e iniciativas de organização dos jornalistas paulistas, sendo inclusive nomeado presidente da Comissão de História da Imprensa em 1957, ano em que também participou do VII Congresso de Jornalistas, pela delegação de São Paulo. Encontrando dificuldades para uma maior inserção nos sindicatos para além das modestas iniciativas tentadas, os anarquistas passaram a se dedicar, sobretudo na década de 1960, às ações culturais. Durante essa época, o filósofo Mário Ferreira dos Santos traduziu e publicou a obra na qual o anarquista alemão Rudolf Rocker discorria sobre as origens do pensamento social-libertário. Na mesma época, Mário lançou o livro Análise Dialética do Marxismo, onde fazia uma crítica libertária ao marxismo.
Desde 1947, os anarquistas de São Paulo haviam reativado do CCS e já promoviam uma série conferências, palestras, debates, grupos de teatro e saraus. No Rio de Janeiro, os anarquistas terão um espaço para a realização de atividades culturais somente em 1958, com a fundação do Centro de Estudos Professor José Oiticica (CEPJO). Em nível nacional, nota-se um esforço para a manutenção da imprensa anarquista, com a edição do período O Libertário entre 1960 e 1964. Registraram-se também iniciativas editoriais, visando a difusão de livros de propaganda anarquista, destacando-se a Editora Germinal, no Rio de Janeiro, mantida pelo português Roberto das Neves, e as Edições Sagitário, mantida pelos anarquistas de São Paulo. O foco nas iniciativas culturais se deram num contexto de manutenção mínima do anarquismo, onde tais atividades serviram como um meio para manter um vínculo entre as novas e velhas gerações de militantes e simpatizantes.  Com a concretização do golpe de 1964, os anarquistas logo reuniram-se para fazer um balanço da situação política. O CEPJO chegou a funcionar por mais quatro anos até seu fechamento definitivo, por agentes da aeronáutica em 1968, e o CCS foi fechado após a promulgação do AI-5, interrompendo suas atividades no dia 21 de abril de 1969, e que permaneceram, daí em diante, clandestinas.
Além das práticas no campo sindical e cultural, entre 1945 e 1964 os anarquistas prestaram apoio ativo aos exilados políticos da Espanha e Portugal, países que então se encontravam sob as ditaduras de Francisco Franco e Antônio de Oliveira Salazar, respectivamente. Entre os exilados, o português Edgar Rodrigues e espanhol Manuel Pérez Fernández foram bastante ativos no movimento anarquista brasileiro e também na luta contra o franquismo e o salazarismo em território nacional. Enquanto Edgar Rodrigues logo envolveu-se com o periódico Ação Direta, Manuel Pérez Fenández abrigava em sua casa diversos anarquistas ibéricos exilados, de modo que sua residência passou a ser conhecida como "o Consulado dos Anarquistas". A articulação dos militantes anarquistas brasileiros com militantes do estrangeiro chamou a atenção dos agentes policiais, que temerosos de ações que pudessem ser consideradas subversivas, passaram a investigar a atividade anarquista, especialmente em São Paulo durante o ano de 1948, apontando uma série de ligações entre o CCS e o Salão Hispano-Americano. Entre algumas ações de maior destaque, estão a campanha iniciada pelo CEPJO para salvar o anarquista espanhol José Comin Pardillos, que havia chegado clandestinamente ao Brasil num navio chamado Cabo San Roque, em 17 de maio de 1959, e que contou com o apoio da União Nacional dos Estudantes (UNE). Mesmo com a mobilização, Pardillos foi devolvido à Polícia Marítima e retornou ao território espanhol. Mais bem sucedida foi a ação de solidariedade aos militantes do Diretório Revolucionário Ibérico de Libertação (DRIL) a bordo do navio português Santa Maria. Na madrugada do dia 23 de janeiro de 1961, militantes do DRIL organizaram uma ação para tomar o controle deste navio, que resultou na morte de um membro da tripulação e dois feridos. A ação tinha como objetivo realizar um ato político de oposição às ditaduras ibéricas e foi organizada na cidade de Caracas, na Venezuela. Perseguidos pela ação conjunta pela Marinha e as Forças Aéreas de vários países, acabaram se entregando às autoridades do governo brasileiro no dia 2 de fevereiro, alguns dias após a posse de Jânio Quadros. A questão foi amplamente noticiada pela mídia e segundo depoimento de Edgar Rodrigues alguns membros do DRIL ficaram albergados na Nossa Chácara por alguns meses, enquanto outros permaneceram por mais tempo.

## Ditadura militar (1964-1985)
Logo após o golpe de 1964, os anarquistas do Rio de Janeiro trataram de livrar-se do material comprometedor que poderia estar nas atas de reuniões e no espaço físico do CEPJO. Materiais tiveram de ser rasgados e jogados pela lixeira do edifício que sediava o centro cultural anarquista. As atas das reuniões foram refeitas com assuntos que pudessem ser lidos pelas autoridades policiais e foi marcado um encontro com os anarquistas de São Paulo para o dia 1º de maio de 1964. O tema do encontro foi a situação política do Brasil, um balanço das prisões conhecidas e a guarda dos documentos relativos às atividades anarquistas no Rio de Janeiro e em São Paulo. A edição de O Libertário para o mês de abril foi suspensa e no lugar deste, os anarquistas fundaram o periódico Dealbar, em 1965, marcado por um tom mais discreto e centrado em assuntos culturais. Dealbar teve 17 números, circulando entre 1965 e 1968. Outros periódicos anarquistas, de cunho militante, circularam no período, porém, todos de vida curta, como O Protesto, ligado a um grupo de estudantes libertários de Porto Alegre e que circulou entre 1967 e 1968; Autogestão, também de 1968, distribuído para grêmios estudantis no interior do Rio de Janeiro; e Autogestão Operária, de 1969.
A atuação anarquista, pelo menos até 1968, foi marcada pela discrição das atividades dos centros culturais e da sua modesta imprensa, que serviam como ponto de contato para que os militantes pudessem continuar se articulando, ainda que minimamente. Encontros de anarquistas eram frequentemente organizados nas próprias residências dos militantes, para discutir questões referentes à sobrevivência do anarquismo no período e a situação política do Brasil. As atividades culturais tinham um caráter público, enquanto as atividades estritamente políticas eram feitas de modo silencioso entre militantes.

### Movimento Estudantil Libertário (MEL)

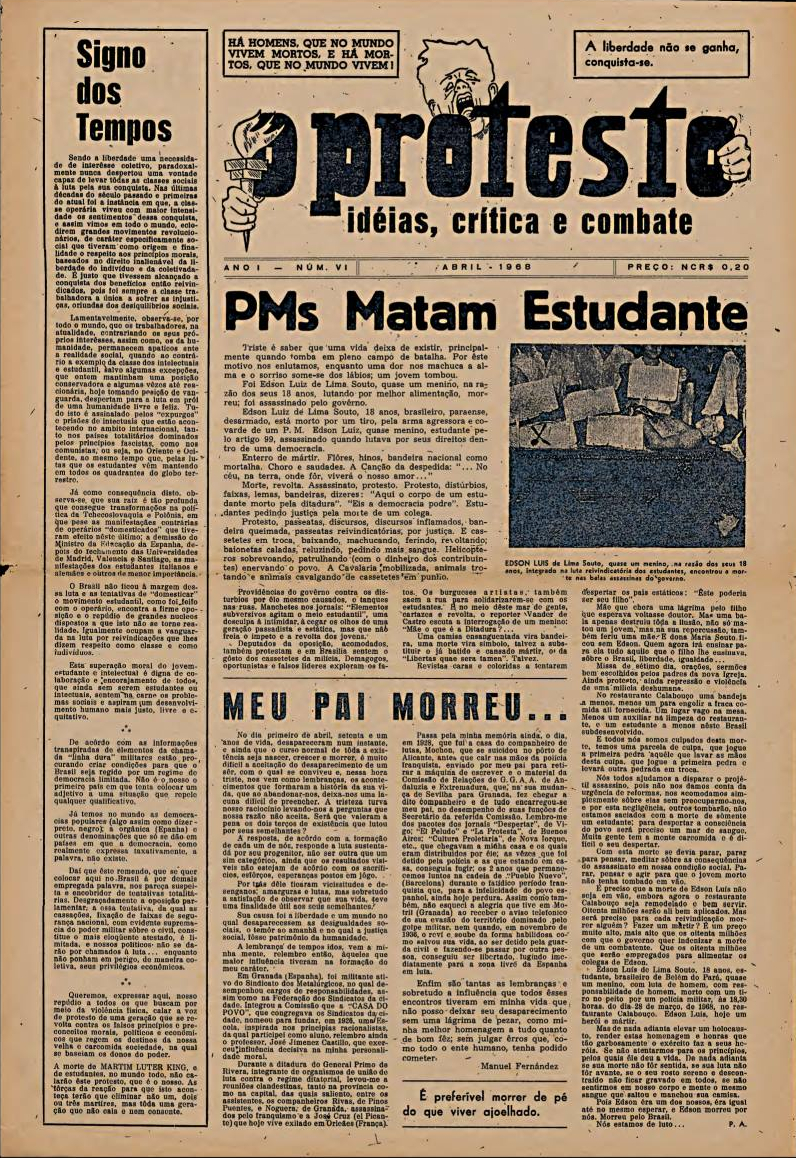
O jornal O Protesto, de Porto Alegre, circulou entre 1967 e 1968, trazendo pautas do movimento estudantil e críticas ao regime militar.

A maior parte da base militante e de apoio das esquerdas durante a década de 1960 era constituída por jovens do meio estudantil. Reconhecendo tal fato, Ideal Peres afirmou que "qualquer movimento aí só poderá progredir e tomar corpo se for iniciado e orientado por jovens estudantes. Acredito sinceramente que os velhos companheiros não estão mais em condições físicas e culturais para um reativamento de movimento". Além disso, apesar da ditadura ter reprimido algumas das principais lideranças e afetado o funcionamento de suas entidades, o movimento estudantil teve relativa liberdade de ação entre 1965 e 1968, passando a conformar um espaço ativo de oposição ao regime militar. Nesse contexto, os anarquistas gaúchos que editavam O Protesto estabeleceram contatos entre novos militantes do Rio de Janeiro e São Paulo, fundando o Movimento Estudantil Libertário (MEL) em 1967 e inserindo-se nas lutas estudantis do período.
Em fevereiro de 1968, os militantes do MEL realizaram o 1º Encontro Nacional de Estudantes Libertários, cujas resoluções foram publicadas no quinto número de O Protesto, defendendo a fundação de um comitê coordenador dos estudantes libertários, a fim de criar uma organização local e depois nacional; a participação ativa nas manifestações reivindicatórias dos estudantes; a solidariedade aos estudantes e ao movimento social de maneira mais ampla, pregando a aliança das lutas estudantis e operárias; maior participação das bases nas decisões das entidades estudantis e, por fim; o apoio à UNE, desde que independente de interesses políticos e demagógicos. Minimamente articulados, os militantes do MEL passaram a atuar no movimento estudantil, organizando debates, conferências e reuniões, além de se engajarem na luta contra o acordo assinado pelo Ministério da Educação com a United Agency for International Development, visto como uma reação às reivindicações pela reforma universitária levantadas pelos estudantes nos anos 1960. Com a morte de Edson Luís de Lima Souto e as manifestações posteriores, os anarquistas denunciaram a repressão e afirmaram que "é preciso que a morte de Edson Luís não seja em vão", lançando também, na mesma época, um panfleto intitulado Olho por olho: Dente por dente, que chamou a atenção dos agentes repressivos.

### Repressão ao MEL e ao CEPJO
Com o decreto do AI-5 em 1968 e a escalada repressiva, a sede do CEPJO foi invadida por agentes da Aeronáutica e 18 militantes foram presos, em outubro de 1969. Entre os eles, encontravam-se militantes do MEL e Ideal Peres, que permaneceu preso durante um mês. Os anarquistas de Porto Alegre por trás de O Protesto também sofreram inquéritos militares no mesmo período. Os militantes presos foram denunciados sob a Lei de Segurança Nacional, por "redistribuir material ou fundos de propaganda de providência estrangeira para a infiltração de doutrinas ou ideias incompatíveis com a constituição" e "formar, filiar-se ou manter associação que, sob a orientação com o auxílio do governo estrangeiro ou organização internacional exerça atividades prejudiciais ou perigosas à Segurança Nacional". Nesse processo, um militante do MEL foi acusado de trabalhar no periódico O Protesto e de ter distribuído o jornal Autogestão para grêmios estudantis no interior do Rio de Janeiro; outra militante foi acusada de enviar jornais à Bolívia e de participar de reuniões nas quais eram discutidas questões referentes ao periódico e acerca de temas anarquistas; dois militantes gaúchos também foram indiciados e tiveram suas casas invadidas pelos agentes da repressão, que relataram ter encontrado em suas residências "farto material subversivo". Nesse processo, todos os 16 militantes foram absolvidos, graças à manobras jurídicas e por conta da fachada legal dos centros culturais geridos pelos anarquistas.
Em janeiro de 1971, o delegado da polícia e o chefe do cartório do DOPS emitiu um mandado de busca e apreensão de livros, jornais e escritos considerados subversivos, ação que resultou, em 15 de fevereiro de 1971, na apreensão de 1 450 livros de Daniel Guérin na Editora Prôa, dentre outros materiais. Os agentes também buscavam informações sobre uma suposta "organização anarquista" e chamaram a atenção para uma possível ligação dos militantes gaúchos com os anarquistas uruguaios, por conta de um manifesto dos Tupamaros reproduzido nas páginas do periódico Autogestão.
Após a repressão ao MEL e ao CEPJO, os anarquistas, entre 1972 e 1977, se concentraram em receber e orientar aqueles que se aproximavam, realizando propaganda pela Editora Germinal e dedicando-se ao estudo e ao resgate da história do anarquismo. A maior parte das reuniões passaram a ser realizadas no apartamento de Ideal Peres e Esther Redes, no Rio de Janeiro, e no espaço Nossa Chácara, em São Paulo. Mesmo com a limitação das atividades, a comunicação com anarquistas do exterior foi constante, de modo que jornais do anarquismo internacional eram guardados e posteriormente difundidos entre os militantes.

### Imprensa, movimento estudantil, sindical e contracultura

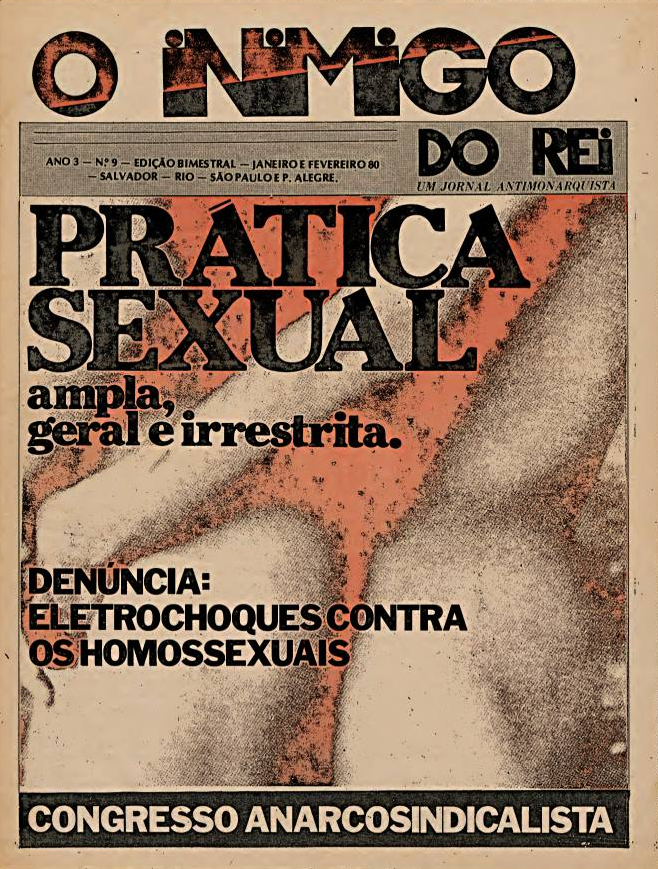
O Inimigo do Rei circulou entre 1977 e 1988 e foi fundamental para a reorganização do anarquismo no Brasil no período da abertura política. Além de temas relacionados ao anarquismo, abordava questões ligadas ao universo contracultural, drogas e sexualidade.

Em 1977, houve uma retomada da imprensa anarquista com o periódico O Inimigo do Rei, lançado por estudantes baianos que aderiram ao anarquismo na onda das manifestações estudantis e da contracultura daquele período, sendo publicado, com alguns hiatos, até 1988. O jornal surgiu do embate esses estudantes da Universidade Federal da Bahia com outras correntes políticas da esquerda, nascendo sem relação direta com a "velha guarda" do anarquismo. Logo, O Inimigo do Rei passou a contar com colaboradores do Rio de Janeiro, São Paulo e Porto Alegre, tornando-se um veículo importante para a rearticulação do anarquismo brasileiro durante a abertura política, propondo a constituição de uma Federação Libertária Estudantil (FLE) e, mais tarde, a formação dos núcleos pró-COB, defendendo o sindicato enquanto "a organização operária por excelência". Levantando críticas ao processo de redemocratização, especialmente no que dizia respeito à falta de participação popular, O Inimigo do Rei também trazia pautas do movimento negro, dos homossexuais e feministas.
No movimento operário, especialmente em São Paulo, os anarquistas atuaram no Coletivo Libertário de Oposição Sindical (COLOPS), aproveitando a realização do 1º Encontro Nacional dos Trabalhadores em Oposição à Estrutura Sindical (ENTOES) para se organizarem melhor, se aproximando das ideias defendidas pela Oposição Operária Metalúrgica (OPOM), e também ensaiaram algumas iniciativas na categoria dos bancários e da educação.
A partir da década de 1970, percebe-se a influência de ideias anarquistas na contracultura, através de periódicos como Tribo de 1972, e Soma, que circulou entre 1973 e 1974, investindo no experimentalismo visual, busca de novas linguagens, diálogo com manifestações da indústria cultural e o culto à estética psicodélica, com algumas referências pontuais ao anarquismo. Mesmo O Inimigo do Rei, apesar do seu caráter militante, dialogava com temáticas da contracultura, trazendo uma linguagem mais arrojada, bastante irônica e bem humorada, e além dos textos sobre questões políticas e sociais, trazia matérias sobre temas como drogas e sexualidade. Também a revista Barbárie, que circulou entre 1979 e 1982, trazia uma linguagem e um leque de temas bastante semelhantes aos de O Inimigo do Rei, refletindo a influência da contracultura.

## Redemocratização (1985 em diante)
A abertura política propiciou no meio anarquista uma série de discussões novas e reformuladas sobre o neoliberalismo, o sindicalismo e pautas identitárias, como as questões de gênero, sexualidade e étnico-raciais. Com o fim da ditadura militar, os anarquistas do Rio de Janeiro, com Ideal Peres à frente, fundaram o Círculo de Estudos Libertários (CEL, posteriormente CELIP — Círculo de Estudos Libertários Ideal Peres), no ano de 1985. Dentro desse espaço, desenvolveram-se diversos coletivos e grupos anarquistas ainda na década de 1980 e no início da década de 1990. No mesmo período, foi reativado o CCS em São Paulo, que estava na clandestinidade desde 1968, contando com a participação de Antônio Martinez e Jaime Cubero. No meio sindical, tentou-se uma rearticulação da antiga COB, iniciativa levada a cabo pelos militantes organizados nesses espaços e pelo periódico O Inimigo do Rei, com uma proposta anarcossindicalista. No meio cultural, o anarquismo teve grande aceitação entre o movimento punk, que através do estilo musical e comportamental, trazia discursos e práticas libertárias, estabelecendo um ativismo cultural solidário com outras causas sociais. Militantes saídos do movimento punk e anarcopunk tiveram um papel importante nas tentativas de reconstrução da COB e na posterior articulação do anarquismo em organizações específicas, já na segunda metade da década de 1990. Destaca-se também a criação de novos periódicos, como Utopia, que circulou entre 1988 e 1992, e a fundação da editora Novos Tempos/Imaginário, pela iniciativa de Plínio Augusto Coelho, que retornava da França e traduziu diversas obras anarquistas, ainda inéditas, de Pierre-Joseph Proudhon, Mikhail Bakunin e Errico Malatesta, entre outros.
Na década de 1990, o anarquismo tentava se expandir e adentrar mais sistematicamente nos movimentos sociais. Nesse sentido, o grupo Mutirão, que editava um periódico de mesmo nome, defendia a articulação do anarquismo com os movimentos de luta sindical e pela terra, onde possuía certa inserção. Em 1991, militantes ligados ao CEL criaram o boletim Libera... Amore Mio!, para divulgar as atividades do grupo, que estavam desarticuladas após o afastamento de Ideal Peres e de sua esposa Esther Redes, além de publicar textos propagandeando a ideologia anarquista. No mesmo período, estudantes libertários do Rio de Janeiro organizaram o Coletivo Anarquista Estudantil 9 de Julho (CAE-9), que logo ultrapassou a frente estudantil e passou a denominar-se Grupo Anarquista Ação Direta (GAAD), organizando-se em frentes de trabalho e com uma proposta de inserção por local de atuação e trabalho. Em agosto de 1992, numa tentativa de rearticulação nacional, foi realizado em São Paulo o encontro "Outros 500 — Pensamento Libertário Internacional". O mote do evento era a crítica à Eco-92 e às comemorações dos 500 anos da chegada dos europeus à América. O encontro contou com a participação de proeminentes intelectuais libertários, como Cornelius Castoriadis, Ronald Craig, Pietro Ferrua, Eduardo Colombo, Maurício Tragtenberg e Roberto Freire. Nesse evento, decidiu-se pela criação de uma Rede de Informações, cujo objetivo seria a divulgação de notícias e atividades de interesse de grupos e indivíduos anarquistas. A iniciativa teve caráter efêmero, porém serviu para estabelecer laços entre militantes de diversas regiões. O boletim Libera... foi um dos principais animadores do projeto e conseguiu articular contatos entre os militantes do movimento anarquista brasileiro mesmo após o término da Rede de Informações, chegando a uma tiragem de 2.000 exemplares e circulando nacionalmente.
Na segunda metade da década de 1990, iniciaram-se os primeiros contatos dos anarquistas brasileiros com a Federación Anarquista Uruguaya (FAU). Em 1994, os militantes do CEL que editavam o boletim Libera... pela primeira vez dialogavam com a concepção especifista defendida pela FAU, que preconizava a atuação dos anarquistas na esfera social (em movimentos populares) e política (em uma organização específica), buscando a participação dos anarquistas nos movimentos sociais disseminando ideias e práticas libertárias. As relações com a FAU se aprofundaram em 1995, culminando na formação da Federação Anarquista Gaúcha (FAG) no Rio Grande do Sul, e na publicação do documento "Luta e Organização: Pela Construção Anarquista Brasileira", que tinha como meta criar, no curto prazo, instâncias políticas organizadas em nível local, e a longo prazo, constituir uma organização anarquista em nível nacional. Com isso, foi formada em 1997 a Organização Socialista Libertária (OSL), um agrupamento anarquista de nível nacional formado por grupos e organizações estaduais identificadas com o especifismo, que existiu até o ano de 2000.
Já na década de 2000, foi tentada a união das tendências individualistas e organizacionistas em uma organização de síntese. Uma das iniciativas mais relevantes foi o Encontro Internacional de Cultura Libertária, que aconteceu na Universidade Federal de Santa Catarina (UFSC) entre os dias 4 e 7 de setembro de 2000, do qual participaram desde militantes envolvidos em movimentos sociais até praticantes da somaterapia. No evento, foi proposto uma Federação Anarquista que reunisse essas várias tendências, no entanto, a proposta não se concretizou tendo em vista as divergências existentes entre elas. Os anarquistas organizacionistas ligados ao especifismo então criaram o Fórum do Anarquismo Organizado (FAO) em setembro de 2001, com a finalidade de formar uma organização anarquista a nível nacional. Com a fundação da Federação Anarquista do Rio de Janeiro (FARJ) em 2003, o boletim Libera... passou a ser o órgão oficial da organização, difundindo a proposta especifista entre os militantes brasileiros. A organização da corrente especifista culminou em 2012 na fundação da Coordenação Anarquista Brasileira (CAB), que hoje agrega a FAG, no Rio Grande do Sul; FARJ, no Rio de Janeiro; Coletivo Anarquista Bandeira Negra (CABN), em Santa Catarina; Coletivo Anarquista Luta de Classes (CALC), no Paraná; Federação Anarquista dos Palmares (FARPA), em Alagoas; Fórum Anarquista Especifista (FAE) na Bahia; Coletivo Mineiro Popular Anarquista (COMPA) de Minas Gerais; a Organização Anarquista Socialismo Libertário (OASL) em São Paulo; Organização Resistência Libertária (ORL) em Fortaleza; Federação Anarquista Cabana (FACA) no Pará; e Rusga Libertária no Mato Grosso. De um racha com o especifismo, surgiu em 2003 a União Popular Anarquista (UNIPA), reivindicando aquilo que chama de "bakuninismo", baseando-se nas teorias organizativas do anarquista russo Mikhail Bakunin.
Em relação aos movimentos sociais, os anarquistas têm tido uma atuação relevante, ainda que minoritária, em movimentos sindicais, associações comunitárias e de bairro, mobilizações estudantis, dos sem-teto e sem-terra. Já na década de 1990, os anarquistas passaram a apoiar as ocupações urbanas, como a dos petroleiros do norte fluminense em Campo Grande, que resultou no assassinato de um militante sindical reconhecido na luta das ocupações de plataformas, além das ocupações Batistinha, em 1997, e Nova Canudos, em 1998 e 1999, ambas no Rio de Janeiro e que contaram com a participação direta de militantes anarquistas. Na década de 2000, mais ocupações com forte presença anarquista tiveram lugar na capital fluminense, como o Centro Popular Canudos em 2003, Chiquinha Gonzaga em 2004, Zumbi dos Palmares e Vila da Conquista em 2005, Quilombo das Guerreiras em 2006 e Largo do Boticário em 2007. Diversos squats com participação de anarquistas também foram formados, tais como a Ocupação Flor do Asfalto, no Rio de Janeiro, Casa da Lagartixa Preta, em Santo André, e Assentamento Urbano Utopia e Luta, em Porto Alegre. A atuação junto a movimentos de ocupação rural, em especial o Movimento dos Trabalhadores Rurais Sem Terra (MST), também foi levada a cabo por militantes libertários, com destaque à campanha iniciada pela FAG denunciando o assassinato de Elton Brum da Silva pela Polícia Militar em 2009 durante uma desocupação de terras, e que resultou em uma batida na sede da organização e no indiciamento de oito de seus membros. Na instância sindical, os anarquistas da UNIPA atuaram no interior da CSP Conlutas – Central Sindical e Popular, quando no congresso de Santos, em 2010, organizaram o Fórum de Oposições pela Base (FOB) a partir da atuação sindical na base das categorias de profissionais de Educação do Estado do Rio e das redes federais de ensino, além da atuação na Rede Estudantil Classista e Combativa, que veio a se conformar em 2013 na Federação das Organizações Sindicalistas Revolucionarias do Brasil (FOB), atual Federação das Organizações de Base,  enquanto os militantes ligados às organizações especifistas atuam na Resistência Popular, organização de tendência impulsionada por anarquistas dessas organizações e presente no Rio Grande do Sul, Rio de Janeiro, São Paulo, Pará, Mato Grosso e Goiás, e que atua junto aos movimentos estudantis, sindicais e comunitários, buscando a construção de práticas libertárias nesses movimentos. As tendências libertárias impulsionadas por anarquistas também organizam o Encontro Latino Americano de Organizações Populares Autônomas (ELAOPA).
Entre as iniciativas culturais, além dos Centros de Cultura Social do Rio de Janeiro e São Paulo, destacam-se outras iniciativas, como o Ateneu Libertário Batalha de Várzea, em Porto Alegre, e a Biblioteca Terra Livre, em São Paulo; as Feiras do Livro Anarquistas, que ocorrem em diversas cidades do país desde 2006; e a articulação de cursos comunitários de pré-vestibular.
Os anarquistas também têm tido uma participação importante em movimentos reivindicatórios e de protesto. O primeiro movimento desse tipo em que os anarquistas brasileiros tiveram uma atuação de destaque após a redemocratização foi a Ação Global dos Povos, na esteira das lutas antiglobalização, no final da década de 1990 e especialmente no início dos anos 2000. Motivados por esse contexto, os anarquistas brasileiros passaram a dedicar seus esforços militantes a criar e difundir meios de comunicação pautados em uma lógica de organização interna horizontal, que pudessem servir como ferramenta para as mobilizações e movimentos existentes. Seguindo essa lógica, criaram um núcleo brasileiro do Centro de Mídia Independente (CMI), que a partir das campanhas contra o estabelecimento da Área de Livre Comércio das Américas (ALCA) passou a ter papel de destaque nas mobilizações contra a globalização no Brasil. Em 2006, o CMI entrou em um novo ciclo, no qual os voluntários da rede passaram a se dedicar a movimentos populares locais como a luta pela moradia, movimentos indígenas, coletivos autônomos e na construção do Movimento Passe Livre (MPL). Os anarquistas estiveram envolvidos nas origens do movimento pelo transporte público gratuito, iniciado após protestos contra o aumento das passagens de ônibus em Salvador, no ano de 2003, e em Florianópolis, em 2004, e que culminaram, em 2005, na fundação do MPL em uma plenária do Fórum Social Mundial em Porto Alegre. A luta pelo transporte público gratuito culminou, em 2013, numa série de manifestações e protestos populares nas principais capitais do país.

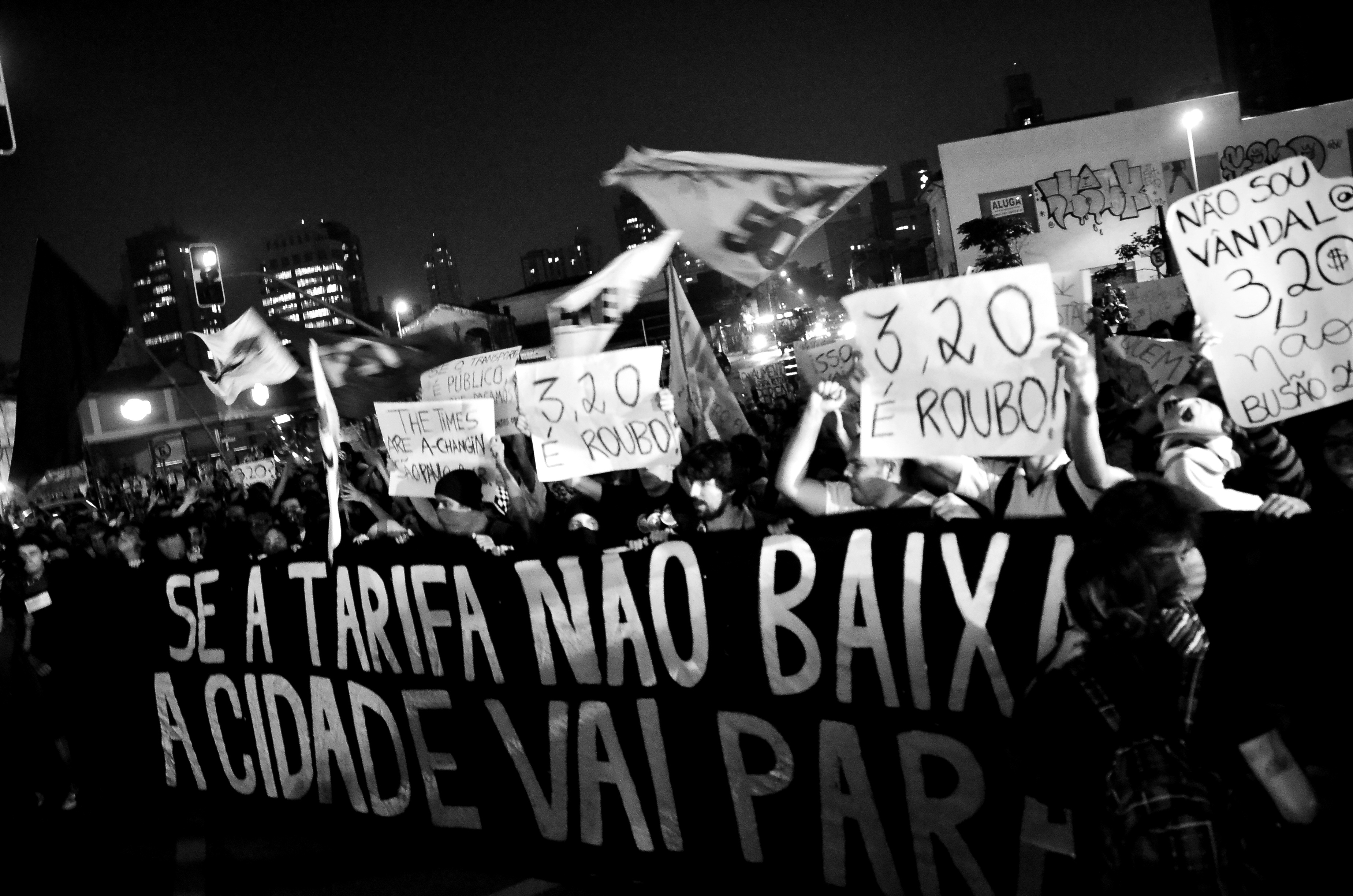
Protesto contra o aumento das passagens em 2013. Os anarquistas tiveram uma participação significativa nas manifestações daquele ano.

Durante o protestos de 2013 no Brasil, muitos manifestantes se identificaram, de alguma forma, com o anarquismo. Os protestos tiveram como ponto inicial uma manifestação articulada no dia 6 de junho pelo MPL e por organizações estudantis contra o aumento de vinte centavos nas tarifas de ônibus, de metrô e de trens na cidade de São Paulo. A organização dessas manifestações se deu sem um sistema hierarquizado em líderes e em base, mas em coletivos horizontalizados, críticos à forma tradicional de política organizada em partidos e sindicatos centralizadores. Segundo a socióloga Maria da Glória Gohn, "não se pode dizer que junho de 2013 tenha tido manifestações completamente anárquicas", mas que "vários dos núcleos ou coletivos que organizaram as manifestações" pelas redes sociais "se inspiraram mais nos ideais de autonomistas, anarquistas, libertários, socialistas utópicos, etc. do que os da esquerda tradicional". Tanto anarquistas ligados às organizações especifistas quanto aqueles que não participavam de nenhuma organização política anarquista tiveram uma atuação ativa nesses protestos. O uso da tática black bloc ganhou notoriedade durante as manifestações, levada a cabo por anarquistas organizados em grupos de afinidade. Na esteira das manifestações contra o aumento das passagens em 2013, grupos de esquerda mais radicalizados, incluindo os anarquistas, também protagonizaram as ocupações das Câmaras Municipais de Porto Alegre e Belo Horizonte e as manifestações contra a Copa do Mundo de 2014. Também vista como legatária das manifestações de 2013, a mobilização estudantil no Brasil em 2016 apresentou, segundo Pablo Ortellado, elementos que podem ser considerados libertários, ainda que não necessariamente anarquistas, como por exemplo, a crítica do sistema representativo e a ação direta sem intermediação de partidos, concretizada na prática das ocupações. Ainda que uma parcela dos estudantes mobilizados nas ocupações estivesse sob influência da UNE e do PCdoB, outra parcela esteve sob influência significativa de grupos mais autonomistas.